# Arrowverso
El Arrowverso fue una franquicia de medios estadounidense y un universo compartido que se centra en varias series de televisión interconectadas basadas en personajes de superhéroes de DC Comics, que se emiten principalmente en The CW, así como en series web de CW Seed. Fueron desarrolladas por Greg Berlanti, Marc Guggenheim, Andrew Kreisberg, Geoff Johns, Ali Adler, Phil Klemmer, Salim Akil, Caroline Dries y Todd Helbing. Ambientada en un multiverso ficticio compartido muy parecido al Universo DC y Multiverso DC de los cómics, se estableció cruzando elementos argumentales, escenarios, elenco y personajes comunes que abarcan siete series de televisión de acción real y dos de animación.
La franquicia comenzó con Arrow, basada en el personaje Flecha Verde, que se estrenó en octubre de 2012. Le siguieron The Flash en 2014 y la serie web animada Vixen en 2015. Se amplió aún más en 2016, cuando en enero de ese año se estrenó una nueva serie titulada Legends of Tomorrow, protagonizada por personajes que aparecieron originalmente en Arrow y The Flash. Ese mismo año, la serie de CBS, Supergirl, que ya se había cruzado con The Flash, se trasladó a The CW para su segunda temporada, donde ha permanecido desde entonces. Una segunda serie web animada, Freedom Fighters: The Ray, se estrenó en 2017, que siguió a Ray Terrill / Ray, quien hizo una aparición de acción real durante el evento cruce de ese año, «Crisis on Earth-X». Además de las series de acción real y web, la franquicia ha dado lugar a tres series web promocionales de acción real, Blood Rush, Chronicles of Cisco y The Flash: Stretched Scenes, estrenadas en 2013, 2016 y 2017 respectivamente. Una quinta serie, Batwoman, se estrenó en 2019. Desde 2014, hay un evento cruce anual en el que participan muchas de las series de acción real del Arrowverso. Además, Matt Ryan ha retomado su papel de John Constantine de la serie de NBC, Constantine, inicialmente en apariciones como invitado en episodios de Arrow y Legends of Tomorrow, antes de convertirse en principal de esta última, además de continuar con los argumentos de la primera.
Los cruces de 2018 y 2019, «Elseworlds» y «Crisis on Infinite Earths», respectivamente, vieron cómo múltiples series de televisión y películas de DC se añadían retroactivamente al multiverso de la franquicia. «Crisis on Infinite Earths» también reinició el multiverso, que vio cómo Supergirl se unía a las otras series de acción real en una nueva Tierra ficticia junto con la serie Black Lightning, que hasta entonces había estado separada. La franquicia ha tenido éxito, creando una gran fanaticada en todo el mundo y ha recibido reseñas positivas, donde los críticos han alabado los temas, las actuaciones, secuencias de acción, la dirección y el desarrollo de los personajes.

## Desarrollo
En enero de 2012, The CW ordenó un piloto para Arrow, que giraba en torno al personaje Flecha Verde y fue desarrollado por Andrew Kreisberg, Greg Berlanti y Marc Guggenheim. Stephen Amell fue elegido para el papel titular. Al desarrollar la serie, Guggenheim dijo que el equipo creativo quería «trazar su propio rumbo, su propio destino» y evitar cualquier conexión directa con la serie Smallville, que presentaba a su propio Flecha Verde (Justin Hartley). En julio de 2013, se anunció que Berlanti, Kreisberg y Geoff Johns crearían una serie de televisión derivada basada en Flash. El personaje, interpretado por Grant Gustin, fue preparado para aparecer en tres episodios de la segunda temporada de Arrow. Se suponía que el tercer episodio actuaría como piloto de puerta trasera para la nueva serie, pero finalmente se ordenó un piloto tradicional.
En noviembre de 2014, Berlanti expresó interés en hacer que su serie de CBS Supergirl existiera en el mismo universo que Arrow y The Flash, y en enero de 2015, el presidente de The CW, Mark Pedowitz, reveló que también estaba abierto a un cruce entre las series y cadenas. Sin embargo, la presidenta de CBS, Nina Tassler, declaró ese mes que «esos dos programas están en una cadena diferente. Así que creo que mantendremos a Supergirl para nosotros por un tiempo». En agosto de 2015, Tassler reveló que si bien no había planes en el momento de hacer cruces de historias, las tres series tendrían promociones cruzadas.
En enero de 2015, The CW anunció que una serie web animada con la heroína de DC Vixen debutaría en CW Seed a finales de 2015 y se establecería en el mismo universo que Arrow y The Flash. Amell y Gustin repetirían sus respectivos papeles en la serie, y se esperaba que el personaje de Vixen hiciera una aparición en vivo en The Flash y/o Arrow también. Al mes siguiente, se informó que The CW estaba discutiendo otra serie derivada, descrita como un programa de equipo de superhéroes, para un posible lanzamiento de mitad de la temporada 2015-16. Berlanti, Kreisberg, Guggenheim y Sarah Schechter serían productores ejecutivos de la potencial serie, que estaría encabezada por varios personajes recurrentes de Arrow y The Flash. Ese mayo, The CW confirmó oficialmente DC's Legends of Tomorrow para un estreno en enero de 2016. Más tarde, Pedowitz declaró: «En este momento, no hay intención de hacer nada más» para agregar al universo, aunque después de que Vixen fue renovada por una segunda temporada, dijo: «Ojalá, ese personaje realmente pueda funcionar por sí mismo fuera, si no, tal vez unirse como una de las leyendas» en Legends of Tomorrow. En agosto de 2015, en un video sobre la producción de la primera temporada de Vixen, Guggenheim se refirió al universo compartido de la serie como «Arrowverso». Kreisberg confirmó que este era el nombre que los productores usaban para él. Los medios también se han referido al universo como «Flarrowverso», «Berlanti-verso» y «DC TV-verso». En octubre, la showrunner de Arrow, Wendy Mericle, reveló que los productores habían comenzado a hacer que alguien rastreara todos los personajes y tramas utilizadas en cada serie, para asegurarse de que todo se alineara. El productor ejecutivo de The Flash, Aaron Helbing, señaló en abril de 2016 que «a veces los horarios no se alinean exactamente... y esas cosas están fuera de nuestro control», como cuando se mostró a Barry usando sus habilidades en Arrow, mientras no las tenía la misma semana en The Flash.
En enero de 2016, el sucesor de Tassler, Glenn Geller, dijo «tengo que tener mucho cuidado con lo que digo aquí» con respecto a un posible cruce de Supergirl con el Arrowverso, así que «mire y espere y vea qué sucede». El mes siguiente, se anunció que Gustin aparecería en el episodio de Supergirl «Worlds Finest». Berlanti y Kreisberg, también productores ejecutivos de Supergirl, agradecieron a «los fanáticos y periodistas que han seguido pidiendo que esto suceda. Es un placer y esperamos crear un episodio digno del entusiasmo y el apoyo de todos». En «Worlds Finest», Supergirl está establecida en un universo alternativo donde Flash ayuda a Kara a luchar contra Silver Banshee y Livewire a cambio de su ayuda para regresar a casa. Los eventos del episodio se cruzan con los eventos del décimo octavo episodio de la segunda temporada de The Flash, «Versus Zoom». El cruce requirió «mucho más trucos logísticos» que los cruces habituales del Arrowverso, debido a que Gustin filmó The Flash en Vancouver junto a Arrow y Legends of Tomorrow, mientras que Supergirl se produjo en Los Ángeles. Los productores optaron por usar a Flash como el personaje para cruzar, debido a su habilidad para viajar entre varias Tierras, y porque fue «un poco más divertido al principio llevar al veterano de ese programa a la química de un nuevo programa». Berlanti declaró que «en un mundo perfecto», el cruce habría presentado tanto a Gustin como al Flecha Verde de Amell, «pero logísticamente eso habría sido una pesadilla para intentar y hacer ambos programas. Tuvimos que facilitar a uno». Gustin fue optimista de que el cruce en 2016 permitiría otro cruce al año siguiente con el resto de los programas del Arrowverso. En mayo, se anunció que Supergirl se mudaría de CBS a The CW para su segunda temporada, y que la producción se mudaría de Los Ángeles a Vancouver, donde se filman las otras series del Arrowverso de The CW. La segunda temporada se estrenó el 10 de octubre de 2016. También se anunció que Supergirl aparecería en Arrow, The Flash y Legends of Tomorrow durante los episodios cruce de la temporada 2016-17, aunque Guggenheim advirtió que «ella va a venir pero no vamos a hacer un cruce completo en Supergirl». Kreisberg también confirmó que, a pesar de que la serie se mudó a The CW, el universo del personaje titular no se integraría a Tierra-1, el universo principal de Arrow, The Flash y Legends of Tomorrow, y continuaría existiendo en un universo paralelo. La tierra donde habita la serie Supergirl es la Tierra-38 en el multiverso del Arrowverso, y Guggenheim se ha referido informalmente a él como «Tierra-CBS» por la cadena donde se emitió Supergirl por primera vez. En agosto, The CW anunció la serie animada Freedom Fighters: The Ray para CW Seed, con la intención de que el actor elegido como Raymond «Ray» Terrill apareciera en las series de acción real, al igual que Mari McCabe / Vixen.
En mayo de 2017, The CW ordenó Black Lightning para una serie. La serie se había desarrollado previamente en Fox, momento en el que Berlanti había declarado que Black Lightning no se cruzaría con sus otras propiedades de televisión de DC Comics en The CW, ni existiría en el Arrowverso. Con el cambio a The CW, Pedowitz dijo que la serie «en este momento, no es parte del Arrowverso. Es una situación separada». El showrunner Salim Akil más tarde aclaró que no descartaban cruces eventuales, sino que querían establecer primero la serie y su propio mundo.
En julio de 2018, se reveló que The CW estaba desarrollando un guion para una potencial serie centrada en Batwoman, con la intención de lanzarla después de que el personaje debutara en el evento cruce «Elseworlds». La serie, si se elegía, sería escrita por Caroline Dries, con planes de emitirse en 2019. En agosto, Ruby Rose fue elegida como Kate Kane / Batwoman. En diciembre, se anunció que «Crisis on Infinite Earths» sería el quinto cruce anual, después del cruce «Elseworlds». Más detalles explicaron que «Crisis» duraría cinco horas, marcando el cruce más largo del Arrowverso, y que las cinco partes no se emitirían en noches consecutivas, como en los cruces anteriores. En cambio, se emitirían tres episodios en diciembre de 2019 y dos en enero de 2020. También incluiría Batwoman y Legends of Tomorrow, que no formaron parte del cruce «Elseworlds».
En enero de 2019, Batwoman recibió de The CW una recogida del piloto. El 31 de enero de 2019, las cuatro series que ya se emitían en The CW fueron confirmadas para otras temporadas, llevándolas a través de la temporada de televisión 2019-20. El 6 de marzo de 2019, se anunció que la octava temporada de Arrow sería la última temporada de la serie, con una temporada abreviada de diez episodios. El 7 de mayo, The CW ordenó a Batwoman para una serie. Al discutir un posible cruce de Black Lightning con el Arrowverso en julio de 2019, Cress Williams reveló que «se ha hablado mucho [...] nada oficial, pero en este punto, no me sorprendería». Dos semanas después en agosto, Williams confirmó informes de que personajes de Black Lightning aparecerían en «Crisis on Infinite Earths». También en agosto, se informó que se planeaba otra serie derivada. En septiembre de 2019, se informó que The CW estaba desarrollando una serie derivada liderada por mujeres con Katherine McNamara, Katie Cassidy y Juliana Harkavy como protagonistas. Al mes siguiente, Marc Guggenheim lanzó una imagen que indica Green Arrow and the Canaries como un nombre potencial para el programa.
En enero de 2020, las cinco series que se emitían en The CW (The Flash, Supergirl, Legends of Tomorrow, Batwoman y Black Lightning) se confirmaron para otras temporadas, que las llevarán a través de la temporada de televisión 2020-21. Superman & Lois también fue ordenada para una serie. Al final de «Crisis on Infinite Earths», se formó la nueva Tierra-Prime (Tierra-Principal), que vio la tierra de Black Lightning fusionarse con las antiguas Tierra-1 y Tierra-38, creando un universo ficticio donde todas las series de The CW existen juntas.

## Series de televisión
| Serie               | Temporada | Temporada | Episodios | Episodios | Emisión original        | Emisión original        | Showrunner(s)                                                |
| Serie               | Temporada | Temporada | Episodios | Episodios | Primera emisión         | Última emisión          | Showrunner(s)                                                |
| ------------------- | --------- | --------- | --------- | --------- | ----------------------- | ----------------------- | ------------------------------------------------------------ |
| Arrow               |           | 1         | 23        | 23        | 10 de octubre de 2012   | 15 de mayo de 2013      | Greg Berlanti, Andrew Kreisberg y Marc Guggenheim            |
| Arrow               |           | 2         | 23        | 23        | 9 de octubre de 2013    | 14 de mayo de 2014      | Greg Berlanti, Andrew Kreisberg y Marc Guggenheim            |
| Arrow               |           | 3         | 23        | 23        | 8 de octubre de 2014    | 13 de mayo de 2015      | Marc Guggenheim                                              |
| Arrow               |           | 4         | 23        | 23        | 7 de octubre de 2015    | 25 de mayo de 2016      | Wendy Mericle y Marc Guggenheim                              |
| Arrow               |           | 5         | 23        | 23        | 5 de octubre de 2016    | 24 de mayo de 2017      | Wendy Mericle y Marc Guggenheim                              |
| Arrow               |           | 6         | 23        | 23        | 12 de octubre de 2017   | 17 de mayo de 2018      | Wendy Mericle y Marc Guggenheim                              |
| Arrow               |           | 7         | 22        | 22        | 15 de octubre de 2018   | 13 de mayo de 2019      | Beth Schwartz                                                |
| Arrow               |           | 8         | 10        | 10        | 15 de octubre de 2019   | 28 de enero de 2020     | Marc Guggenheim y Beth Schwartz                              |
| The Flash           |           | 1         | 23        | 23        | 7 de octubre de 2014    | 19 de mayo de 2015      | Andrew Kreisberg                                             |
| The Flash           |           | 2         | 23        | 23        | 6 de octubre de 2015    | 24 de mayo de 2016      | Andrew Kreisberg, Gabrielle Stanton, y Aaron y Todd Helbing  |
| The Flash           |           | 3         | 23        | 23        | 4 de octubre de 2016    | 23 de mayo de 2017      | Todd y Aaron Helbing, y Andrew Kreisberg                     |
| The Flash           |           | 4         | 23        | 23        | 10 de octubre de 2017   | 22 de mayo de 2018      | Andrew Kreisberg y Todd Helbing                              |
| The Flash           |           | 5         | 22        | 22        | 9 de octubre de 2018    | 14 de mayo de 2019      | Todd Helbing                                                 |
| The Flash           |           | 6         | 19        | 19        | 8 de octubre de 2019    | 12 de mayo de 2020      | Eric Wallace                                                 |
| The Flash           |           | 7         | 18        | 18        | 2 de marzo de 2021      | 20 de julio de 2021     | Eric Wallace                                                 |
| The Flash           |           | 8         | 20        | 20        | 16 de noviembre de 2021 | 29 de junio de 2022     | Eric Wallace                                                 |
| The Flash           |           | 9         | 13        | 13        | 8 de febrero de 2023    | 24 de mayo de 2023      | Eric Wallace                                                 |
| Supergirl           |           | 1         | 20        | 20        | 26 de octubre de 2015   | 18 de abril de 2016     | Greg Berlanti, Ali Adler, Sarah Schechter y Andrew Kreisberg |
| Supergirl           |           | 2         | 22        | 22        | 10 de octubre de 2016   | 22 de mayo de 2017      | Greg Berlanti, Ali Adler, Sarah Schechter y Andrew Kreisberg |
| Supergirl           |           | 3         | 23        | 23        | 9 de octubre de 2017    | 18 de junio de 2018     | Andrew Kreisberg, Jessica Queller y Robert Rovner            |
| Supergirl           |           | 4         | 22        | 22        | 14 de octubre de 2018   | 19 de mayo de 2019      | Jessica Queller y Robert Rovner                              |
| Supergirl           |           | 5         | 19        | 19        | 6 de octubre de 2019    | 17 de mayo de 2020      | Jessica Queller y Robert Rovner                              |
| Supergirl           |           | 6         | 20        | 20        | 30 de marzo de 2021     | 9 de noviembre de 2021  | Jessica Queller y Robert Rovner                              |
| Legends of Tomorrow |           | 1         | 16        | 16        | 21 de enero de 2016     | 19 de mayo de 2016      | Phil Klemmer y Chris Fedak                                   |
| Legends of Tomorrow |           | 2         | 17        | 17        | 13 de octubre de 2016   | 4 de abril de 2017      | Phil Klemmer y Chris Fedak                                   |
| Legends of Tomorrow |           | 3         | 18        | 18        | 10 de octubre de 2017   | 9 de abril de 2018      | Phil Klemmer y Marc Guggenheim                               |
| Legends of Tomorrow |           | 4         | 16        | 16        | 22 de octubre de 2018   | 20 de mayo de 2019      | Phil Klemmer y Keto Shimizu                                  |
| Legends of Tomorrow |           | 5         | 14 (+1)   | 14 (+1)   | 21 de enero de 2020     | 2 de junio de 2020      | Phil Klemmer y Keto Shimizu                                  |
| Legends of Tomorrow |           | 6         | 15        | 15        | 2 de mayo de 2021       | 5 de septiembre de 2021 | Phil Klemmer y Keto Shimizu                                  |
| Legends of Tomorrow |           | 7         | 13        | 13        | 13 de octubre de 2021   | 2 de marzo de 2022      | Phil Klemmer y Keto Shimizu                                  |
| Black Lightning     |           | 1         | 13        | 13        | 16 de enero de 2018     | 17 de abril de 2018     | Salim Akil                                                   |
| Black Lightning     |           | 2         | 16        | 16        | 9 de octubre de 2018    | 18 de marzo de 2019     | Salim Akil                                                   |
| Black Lightning     |           | 3         | 16        | 16        | 7 de octubre de 2019    | 9 de marzo de 2020      | Salim Akil                                                   |
| Black Lightning     |           | 4         | 13        | 13        | 8 de febrero de 2021    | 24 de mayo de 2021      | Salim Akil                                                   |
| Batwoman            |           | 1         | 20        | 20        | 6 de octubre de 2019    | 17 de mayo de 2020      | Caroline Dries                                               |
| Batwoman            |           | 2         | 18        | 18        | 17 de enero de 2021     | 27 de junio de 2021     | Caroline Dries                                               |
| Batwoman            |           | 3         | 13        | 13        | 13 de octubre de 2021   | 2 de marzo de 2022      | Caroline Dries                                               |

### Arrow(2012-2020)
El playboy multimillonario Oliver Queen regresa a casa después de estar varado en una isla desierta durante cinco años. En su regreso a Ciudad Starling, Oliver reaviva sus relaciones y pasa sus noches cazando criminales ricos como un vigilante encapuchado llamado Flecha Verde.

### The Flash(2014-2023)
El investigador de escenas del crimen Barry Allen se despierta de un coma de nueve meses después de ser alcanzado por un rayo debido a la explosión del acelerador de partículas de STAR Labs y se encuentra con una velocidad sobrehumana. Barry promete usar sus nuevos poderes para proteger a Ciudad Central como Flash, un superhéroe enmascarado, mientras persigue al asesino de su madre, Flash Reverso.

### Supergirl(2015-2021)
Kara Zor-El, quien fue enviada a la Tierra desde Krypton a los 13 años y acogida por la familia Danvers, debe aprender a abrazar sus poderes después de haberlos escondido previamente. Después de un desastre inesperado, Kara se ve obligada a revelar sus poderes y se convierte en la protectora de Ciudad Nacional.

### Legends of Tomorrow(2016-2022)
Rip Hunter viaja atrás en el tiempo hasta el presente, donde reúne a un equipo de héroes y villanos en un intento por evitar que Vándalo Salvaje destruya el mundo y el tiempo.

### Black Lightning(2018-2021)
El director de la escuela secundaria Jefferson Pierce, quien se retiró de su personaje de superhéroe Black Lightning hace nueve años después de ver los efectos que tuvo en su familia, se ve obligado a volver a ser un vigilante cuando el surgimiento de la pandilla local llamada Los 100 liderados por Tobias Whale lleva a un aumento del crimen y la corrupción en su comunidad de Freeland.

### Batwoman(2019-2022)
Kate Kane debe vencer a sus propios demonios antes de poder proteger las calles de Gotham como Batwoman y convertirse en su símbolo de esperanza.

## Series web
| Serie                     | Temporada | Temporada | Episodios | Episodios | Lanzamiento original   | Lanzamiento original     | Showrunner(s)                                     | Estado  |
| Serie                     | Temporada | Temporada | Episodios | Episodios | Primera emisión        | Última emisión           | Showrunner(s)                                     | Estado  |
| ------------------------- | --------- | --------- | --------- | --------- | ---------------------- | ------------------------ | ------------------------------------------------- | ------- |
| Vixen                     |           | 1         | 6         | 6         | 25 de agosto de 2015   | 29 de septiembre de 2015 | Greg Berlanti, Marc Guggenheim y Andrew Kreisberg | Lanzado |
| Vixen                     |           | 2         | 6         | 6         | 13 de octubre de 2016  | 18 de noviembre de 2016  | Greg Berlanti, Marc Guggenheim y Andrew Kreisberg | Lanzado |
| Freedom Fighters: The Ray |           | 1         | 6         | 6         | 8 de diciembre de 2017 | 8 de diciembre de 2017   | Greg Berlanti y Marc Guggenheim                   | Lanzado |
| Freedom Fighters: The Ray |           | 2         | 6         | 6         | 18 de julio de 2018    | 18 de julio de 2018      | Greg Berlanti y Marc Guggenheim                   | Lanzado |

### Vixen(2015–2016)
Después de que sus padres fueron asesinados en África por la corrupción local, Mari McCabe hereda el Tótem Tantu de su familia, obteniendo los poderes de los animales, usándolos para luchar como Vixen para detener amenazas como las que reclamaban a su familia.

### Freedom Fighters: The Ray(2017–2018)
Centrado en el personaje Raymond «Ray» Terrill, que es un reportero que obtiene poderes basados en la luz después de ser expuesto a una bomba de luz genética. Ray descubre la bomba en su investigación de un proyecto secreto del gobierno que intenta aprovechar el poder de la luz y convertirla en un arma. La serie se inspiró en Multiversidad de Grant Morrison. Guggenheim señaló que había «una razón muy específica» de por qué la serie se tituló tal como era, para presentar a los Combatientes de la Libertad y a Tierra-X. Continuó: «A Morrison se le ocurrió una idea a la que realmente respondimos: los Combatientes por la Libertad están compuestos por varias minorías atacadas por nazis: mujeres, hombres homosexuales, judíos. Queríamos honrar esa idea. Al mismo tiempo, es una historia de origen sobre la iteración de Tierra-1 de Ray».
Tierra-X es un mundo en el multiverso en el que los nazis ganaron la Segunda Guerra Mundial y los Nuevos Reichsmen gobiernan la América actual. Allí, Ray es miembro de Combatientes de la Libertad junto con Uncle Sam, Black Condor, Human Bomb, Phantom Lady y Tornado Rojo, mientras que Overgirl, una versión alternativa de Supergirl y versiones alternativas de Flecha Verde y Flash se componen miembros de los Nuevos Reichsmen. Cisco Ramon / Vibe, Curtis Holt / Mister Terrific, y Mari McCabe / Vixen también hacen apariciones.

## Elenco recurrente y personajes
Indicadores de la lista
Esta sección muestra personajes que aparecerán o han aparecido en dos series o más, y en al menos una de ellas como miembro del elenco principal.
- Una celda vacía de color gris oscuro indica que el personaje no apareció en la serie o que la presencia oficial del personaje aún no se ha confirmado.
- V indica una participación solo de voz.
- Un número al lado del nombre de un personaje indica que el personaje es de ese mundo alternativo (es decir, un 2 indica que el personaje es de Tierra-2).

| Personaje                                  | Interpretado por       | Series de televisión | Series de televisión | Series de televisión | Series de televisión | Series de televisión | Series de televisión | Series de televisión | Series web  | Series web                |
| Personaje                                  | Interpretado por       | Arrow                | The Flash            | Supergirl            | Legends of Tomorrow  | Black Lightning      | Batwoman             | Superman & Lois      | Vixen       | Freedom Fighters: The Ray |
| ------------------------------------------ | ---------------------- | -------------------- | -------------------- | -------------------- | -------------------- | -------------------- | -------------------- | -------------------- | ----------- | ------------------------- |
| Barry Allen Flash                          | Grant Gustin           | Recurrente           | Principal            | Invitado             | Invitado             |                      | Invitado             |                      | RecurrenteV |                           |
| Barry Allen Flash                          | Scott Whyte            |                      |                      |                      |                      |                      |                      |                      |             | RecurrenteV               |
| John Constantine                           | Matt Ryan              | Invitado             | Invitado             |                      | Principal            |                      | Invitado             |                      |             |                           |
| Alex Danvers38                             | Chyler Leigh           | Invitada             | Invitada             | Principal            | Invitada             |                      |                      |                      |             |                           |
| Kara Danvers38 Supergirl                   | Melissa Benoist        | Invitada             | Invitada             | Principal            | Invitada             |                      | Invitada             |                      |             | RecurrenteV               |
| John Diggle Espartano                      | David Ramsey           | Principal            | Recurrente           | Invitado             | Invitado             |                      |                      |                      |             |                           |
| Dinah Drake Black Canary                   | Juliana Harkavy        | Principal            | Invitada             |                      | Invitada             |                      |                      |                      |             |                           |
| Gideon                                     | Amy Pemberton          | InvitadaV            |                      |                      | Principal            |                      |                      |                      |             |                           |
| Gideon                                     | Morena Baccarin        |                      | RecurrenteV          |                      |                      |                      |                      |                      |             |                           |
| Carter Hall Hombre Halcón                  | Falk Hentschel         | Invitado             | Invitado             |                      | Principal            |                      |                      |                      |             |                           |
| Nate Heywood Steel                         | Nick Zano              | Invitado             |                      |                      | Principal            |                      |                      |                      |             |                           |
| Joe West                                   | Jesse L. Martin        |                      | Principal            | Invitado             |                      |                      |                      |                      |             |                           |
| Cecile Horton                              | Danielle Nicolet       |                      | Principal            | Invitada             |                      |                      |                      |                      |             |                           |
| Curtis Holt Mister Terrific                | Echo Kellum            | Principal            |                      |                      | Invitado             |                      |                      |                      |             | InvitadoV                 |
| Jefferson Jackson Firestorm                | Franz Drameh           | Invitado             | Invitado             | Invitado             | Principal            |                      |                      |                      | InvitadoV   |                           |
| J'onn J'onzz38 Detective Marciano          | David Harewood         | Invitado             | Invitado             | Principal            | Invitado             |                      |                      |                      |             |                           |
| Kate Kane Batwoman                         | Ruby Rose              | Invitada             | Invitada             | Invitada             | Invitada             |                      | Principal            |                      |             |                           |
| Clark Kent38 Superman                      | Tyler Hoechlin         | Invitado             | Invitado             | Recurrente           | Invitado             |                      | Invitado             | Principal            |             |                           |
| Laurel Lance Canario Negro                 | Katie Cassidy          | Principal            | Invitada             |                      | Invitada             |                      |                      |                      | RecurrenteV |                           |
| Laurel Lance2 Sirena Negra / Canario Negro | Katie Cassidy          | Principal            | Invitada             |                      |                      |                      |                      |                      |             |                           |
| Quentin Lance                              | Paul Blackthorne       | Principal            | Invitado             |                      | Invitado             |                      |                      |                      |             |                           |
| Sara Lance Canario Blanco                  | Caity Lotz             | Recurrente           | Invitada             | Invitada             | Principal            |                      | Invitada             |                      |             |                           |
| Lois Lane38                                | Elizabeth Tulloch      | Invitada             | Invitada             | Invitada             | Invitada             |                      | Invitada             | Principal            |             |                           |
| Mari McCabe Vixen                          | Megalyn Echikunwoke    | Invitada             |                      |                      |                      |                      |                      |                      | PrincipalV  | InvitadaV                 |
| Malcolm Merlyn Arquero Oscuro              | John Barrowman         | Principal            | Invitado             |                      | Recurrente           |                      |                      |                      |             |                           |
| Mon-El38                                   | Chris Wood             |                      | Invitado             | Principal            |                      |                      |                      |                      |             |                           |
| Nia Nal38 Dreamer                          | Nicole Maines          |                      |                      | Principal            | Invitada             |                      |                      |                      |             |                           |
| Mar Novu MonitorMobius Antimonitor         | LaMonica Garrett       | Principal            | Principal            | Principal            | Principal            |                      | Principal            |                      |             |                           |
| Ray Palmer Atom                            | Brandon Routh          | Recurrente           | Invitado             | Invitado             | Principal            |                      | Invitado             |                      | RecurrenteV |                           |
| Jefferson Pierce Black Lightning           | Cress Williams         |                      | Invitado             |                      | Invitado             | Principal            |                      |                      |             |                           |
| Oliver Queen Flecha Verde                  | Stephen Amell          | Principal            | Recurrente           | Invitado             | Recurrente           |                      | Invitado             |                      | RecurrenteV |                           |
| Oliver Queen Flecha Verde                  | Matthew Mercer         |                      |                      |                      |                      |                      |                      |                      |             | RecurrenteV               |
| Thea Queen Speedy                          | Willa Holland          | Principal            | Invitada             |                      |                      |                      |                      |                      |             |                           |
| Cisco Ramon Vibe                           | Carlos Valdés          | Recurrente           | Principal            | Invitado             | Invitado             |                      |                      |                      | RecurrenteV | InvitadoV                 |
| Rene Ramirez Wild Dog                      | Rick Gonzalez          | Principal            |                      |                      | Invitado             |                      |                      |                      |             |                           |
| Mick Rory Ola de Calor                     | Dominic Purcell        | Invitado             | Recurrente           | Invitado             | Principal            |                      | Invitado             |                      |             |                           |
| Kendra Saunders Chica Halcón               | Ciara Renée            | Invitada             | Recurrente           |                      | Principal            |                      |                      |                      |             |                           |
| Felicity Smoak Overwatch                   | Emily Bett Rickards    | Principal            | Recurrente           | Invitada             | Invitada             |                      |                      |                      | RecurrenteV |                           |
| Mia Smoak Blackstar                        | Katherine McNamara     | Principal            | Invitada             | Invitada             |                      |                      | Invitada             |                      |             |                           |
| Leonard Snart Capitán Frío                 | Wentworth Miller       |                      | Recurrente           |                      | Principal            |                      |                      |                      |             |                           |
| Caitlin Snow Frost                         | Danielle Panabaker     | Recurrente           | Principal            | Invitada             | Invitada             |                      |                      |                      |             | InvitadaV                 |
| Martin Stein Firestorm                     | Victor Garber          | Invitado             | Recurrente           | Invitado             | Principal            |                      |                      |                      | InvitadoV   |                           |
| Ray Terrill Ray                            | Russell Tovey          |                      | Invitado             | Invitado             | Invitado             |                      |                      |                      |             | PrincipalV                |
| Eve Teschmacher38                          | Andrea Brooks          |                      | Invitada             | Principal            |                      |                      |                      |                      |             |                           |
| Eobard Thawne Flash Reverso                | Tom Cavanagh           | Recurrente           | Principal            | Invitado             | Invitado             |                      |                      |                      |             |                           |
| Eobard Thawne Flash Reverso                | Matt Letscher          |                      | Recurrente           |                      | Principal            |                      |                      |                      |             |                           |
| Harrison Wells                             | Tom Cavanagh           | Invitado             | Principal            | Invitado             | Invitado             |                      |                      |                      |             |                           |
| Iris West-Allen                            | Candice Patton         | Invitada             | Principal            | Invitada             | Invitada             |                      | Invitada             |                      |             |                           |
| Nora West-Allen XS                         | Jessica Parker Kennedy |                      | Principal            | Invitada             |                      |                      |                      |                      |             |                           |
| Wally West Kid Flash                       | Keiynan Lonsdale       |                      | Principal            | Invitado             | Principal            |                      |                      |                      |             |                           |
| Damien Darhk                               | Neal McDonough         | Principal            | Invitado             |                      | Principal            |                      |                      |                      |             |                           |

Después de la salida de Miller como principal durante la primera temporada de Legends of Tomorrow, se reveló que firmó un acuerdo con Warner Bros. para convertirse en principal en cualquiera de los programas del Arrowverso. El acuerdo se centró inicialmente en Miller y sus personajes de Leonard y Leo Snart que aparecen en The Flash y Legends of Tomorrow. Berlanti declaró que el acuerdo de Miller fue «el primer contrato no aplicable a un solo programa», y agregó: «Si tiene éxito, esperamos continuar con otros personajes que encuentren su camino en todos los programas». Barrowman firmó un acuerdo similar al de Miller en julio de 2016, lo que le permite seguir siendo un principal en Arrow, así como en The Flash y Legends of Tomorrow, seguido por Cassidy con su personaje Laurel Lance.

## Configuración expandida

### Eventos cruce oficiales
Indicadores de la lista
- Una celda gris indica que la serie no fue parte del evento cruce.
- El número entre paréntesis al lado del título del episodio indica qué parte del cruce es.

| Temporada de televisión | Título del cruce            | Episodios | Episodios                                                           | Episodios                                                         | Episodios                                                                 | Episodios                                                         | Episodios       | Ref(s)                          |
| Temporada de televisión | Título del cruce            | Arrow | The Flash                                                           | Supergirl                                                         | Legends of Tomorrow                                                       | Batwoman                                                          | Superman & Lois | Ref(s)                          |
| ----------------------- | --------------------------- | --- | ------------------------------------------------------------------- | ----------------------------------------------------------------- | ------------------------------------------------------------------------- | ----------------------------------------------------------------- | --------------- | ------------------------------- |
| 2014–15                 | «Flash vs. Arrow»           | Temporada 3, episodio 8 «The Brave and the Bold» (2) | Temporada 1, episodio 8 «Flash vs. Arrow» (1)                       |                                                                   |                                                                           |                                                                   |                 | [ 162 ]                         |
| 2014–15                 | «Flash vs. Arrow»           | En Ciudad Central, un metahumano que usa las emociones de las personas para robar bancos vuelve a Flash contra Flecha. Luego, en Ciudad Starling, los dos héroes se enfrentan al Capitán Boomerang. |                                                                     |                                                                   |                                                                           |                                                                   |                 | [ 162 ]                         |
| 2015–16                 | «Heroes Join Forces»        | Temporada 4, episodio 8 «Legends of Yesterday» (2) | Temporada 2, episodio 8 «Legends of Today» (1)                      |                                                                   |                                                                           |                                                                   |                 | [ 178 ] [ 179 ]                 |
| 2015–16                 | «Heroes Join Forces»        | Flash y Flecha Verde se unen para enfrentarse a Vándalo Salvaje, que está buscando a Kendra Saunders y Carter Hall, las reencarnaciones de Chica Halcón y Hombre Halcón. Legends of Tomorrow, especialmente la trama principal de la primera temporada, se configura durante los eventos de este cruce. |                                                                     |                                                                   |                                                                           |                                                                   |                 | [ 178 ] [ 179 ]                 |
| 2015–16                 | «Worlds Finest»             | |                                                                     | Temporada 1, episodio 18 «Worlds Finest»                          |                                                                           |                                                                   |                 | [ 181 ] [ 182 ] [ 183 ] [ 184 ] |
| 2015–16                 | «Worlds Finest»             | Flash pasa por una brecha extradimensional mientras prueba un acelerador de taquiones, entrando en el universo de Supergirl y Superman. Se une a Supergirl para derrotar a Livewire y Silver Banshee, después de lo cual Supergirl lo ayuda a regresar a su universo. Aunque oficialmente no forma parte del cruce, «Versus Zoom», el décimo octavo episodio de la segunda temporada de The Flash, mostró a Barry entrando y saliendo de la brecha con Tierra-38 entre dos momentos. |                                                                     |                                                                   |                                                                           |                                                                   |                 | [ 181 ] [ 182 ] [ 183 ] [ 184 ] |
| 2016–17                 | «Invasion!»                 | Temporada 5, episodio 8 «Invasion!» (2) | Temporada 3, episodio 8 «Invasion!» (1)                             |                                                                   | Temporada 2, episodio 7 «Invasion!» (3)                                   |                                                                   |                 | [ 185 ] [ 36 ] [ 186 ]          |
| 2016–17                 | «Invasion!»                 | Flash recluta a Supergirl de Tierra-38 para ayudarlo, Flecha Verde y las Leyendas del Mañana se enfrentan a una raza de invasores alienígenas llamada Dominadores. Aunque Supergirl no tiene un episodio participante de «Invasion!», el final del episodio de Supergirl «Medusa», con Barry y Cisco reclutándola de su universo, se considera el comienzo del cruce, lo que la hace aparecer en los episodios de las otras series. |                                                                     |                                                                   |                                                                           |                                                                   |                 | [ 185 ] [ 36 ] [ 186 ]          |
| 2016–17                 | «Duet»                      | | Temporada 3, episodio 17 «Duet»                                     |                                                                   |                                                                           |                                                                   |                 | [ 109 ] [ 187 ]                 |
| 2016–17                 | «Duet»                      | Un cruce musical entre The Flash y Supergirl, donde Flash y Supergirl se enfrentan a Music Meister. El final del episodio Supergirl «Star-Crossed» comenzó el cruce musical que ocurre principalmente durante «Duet». |                                                                     |                                                                   |                                                                           |                                                                   |                 | [ 109 ] [ 187 ]                 |
| 2017–18                 | «Crisis on Earth-X»         | Temporada 6, episodio 8 «Crisis on Earth-X, Part 2» (2) | Temporada 4, episodio 8 «Crisis on Earth-X, Part 3» (3)             | Temporada 3, episodio 8 «Crisis on Earth-X, Part 1» (1)           | Temporada 3, episodio 8 «Crisis on Earth-X, Part 4» (4)                   |                                                                   |                 | [ 188 ] [ 189 ]                 |
| 2017–18                 | «Crisis on Earth-X»         | Los amigos de Barry Allen y Iris West vienen a Ciudad Central para asistir a su boda, solo para que el evento sea interrumpido por los nazis de Tierra-X liderados por sus versiones de Oliver Queen y Kara Danvers a quienes se une Eobard Thawne. Aunque Freedom Fighters: The Ray no tuvo un episodio como parte del cruce de 2017–18, la serie explora aún más a Ray, Tierra-X y otros personajes y conceptos vistos en «Crisis on Earth-X». |                                                                     |                                                                   |                                                                           |                                                                   |                 | [ 188 ] [ 189 ]                 |
| 2018–19                 | «Elseworlds»                | Temporada 7, episodio 9 «Elseworlds, Part 2» (2) | Temporada 5, episodio 9 «Elseworlds, Part 1» (1)                    | Temporada 4, episodio 9 «Elseworlds, Part 3» (3)                  |                                                                           |                                                                   |                 | [ 190 ] [ 191 ]                 |
| 2018–19                 | «Elseworlds»                | El Monitor está probando Tierras en todo el multiverso para prepararse para una crisis que se avecina; le da al médico del Manicomio Arkham John Deegan la capacidad de reescribir la realidad en Tierra-1, lo que resulta en que Oliver Queen y Barry Allen intercambien vidas y poderes. Reclutando a Kara Danvers, que no se ve afectada en Tierra-38, van a Gotham City para confrontar a Deegan, recibiendo ayuda de Batwoman. Los personajes Nora Fries, Lois Lane y Psico-Pirata son introducidos al Arrowverso en el cruce, que también presenta el regreso de Tyler Hoechlin como Superman y John Wesley Shipp como un Barry Allen / Flash alternativo. |                                                                     |                                                                   |                                                                           |                                                                   |                 | [ 190 ] [ 191 ]                 |
| 2019–20                 | «Crisis on Infinite Earths» | Temporada 8, episodio 8 «Crisis on Infinite Earths: Part Four» (4) | Temporada 6, episodio 9 «Crisis on Infinite Earths: Part Three» (3) | Temporada 5, episodio 9 «Crisis on Infinite Earths: Part One» (1) | Temporada 5, episodio especial «Crisis on Infinite Earths: Part Five» (5) | Temporada 1, episodio 9 «Crisis on Infinite Earths: Part Two» (2) |                 | [ 44 ] [ 192 ] [ 45 ]           |
| 2019–20                 | «Crisis on Infinite Earths» | Continuando del cruce de «Elseworlds», el Monitor reúne varios «Paragones» de todo el multiverso para evitar que el Antimonitor destruya toda la realidad. El evento de cinco horas se dividió en dos meses en lugar de emitirse en noches consecutivas como cruces anteriores, con tres episodios emitidos en diciembre de 2019 y dos en enero de 2020. El evento incluye personajes de varias películas y series de televisión de DC, junto con actores que repiten sus roles del Arrowverso como Hoechlin y Shipp una vez más apareciendo como Superman y un alternativo Barry Allen / Flash. Kevin Conroy aparece como un Bruce Wayne anciano, interpretando al personaje por primera vez en acción en vivo después de haberle dado voz anteriormente en varios medios, y Osric Chau fue presentado como Ryan Choi. |                                                                     |                                                                   |                                                                           |                                                                   |                 | [ 44 ] [ 192 ] [ 45 ]           |

Los eventos cruce anuales en el Arrowverso se han producido desde la temporada de televisión 2013-14, cuando Barry Allen fue presentado en el octavo episodio de la segunda temporada de Arrow antes del debut de The Flash. Al año siguiente, los octavos episodios de la tercera temporada de Arrow y la primera temporada de The Flash formaron un evento de dos partes conocido como «Flash vs. Arrow». En enero de 2015, el presidente de The CW, Mark Pedowitz, dijo que habría un cruce del Arrowverso cada temporada. En la temporada de televisión 2015-16, un evento de dos partes, «Heroes Join Forces» entre los octavos episodios de la cuarta temporada de Arrow y la segunda temporada de The Flash se utilizó para establecer una nueva serie de equipo, Legends of Tomorrow. Para la temporada de televisión 2016–17, el cruce «Invasion!» incluyó The Flash, Arrow y Legends of Tomorrow, con el evento comenzando al final del episodio de Supergirl «Medusa». Un verdadero cruce de cuatro partes ocurrió en la temporada de televisión 2017-18 con «Crisis on Earth-X», que también se relacionó con la serie web animada, Freedom Fighters: The Ray, y presentó personajes y conceptos de esa serie. El cruce de 2018-19, «Elseworlds», incluyó Supergirl, The Flash y Arrow y vio la presentación de Batwoman antes de su debut en su propia serie. Al final de «Elseworlds», se reveló que el cruce de la temporada de televisión 2019-20 sería «Crisis on Infinite Earths», un cruce de cinco partes con episodios de Supergirl, Batwoman, The Flash, Arrow y Legends of Tomorrow. Un cruce más pequeño entre Superman & Lois y Batwoman se emitirá en 2021. Personajes de otras series también aparecerán.
Los cruces adicionales incluyen «Worlds Finest», un episodio que ve a Barry Allen viajar a la Tierra de Supergirl por primera vez, y «Duet», un cruce musical entre The Flash y Supergirl.

### Multiverso
En octubre de 2014, Johns explicó que el enfoque de DC para sus películas y series de televisión sería diferente al universo cinematográfico de Marvel Studios, afirmando que su universo cinematográfico y universo de televisión se mantendrían separados dentro de un multiverso para permitir que «todos hagan el mejor producto posible, para contar la mejor historia, para hacer el mejor mundo». La segunda temporada de The Flash comenzó a explorar este concepto del multiverso, al presentar Tierra-2, que presenta doppelgängers de los habitantes de Tierra-1. Supergirl fue confirmada como una Tierra alternativa, más tarde designada como Tierra-38, en el episodio cruce con The Flash «Worlds Finest» (2016). Freedom Fighters: The Ray está ambientada en Tierra-X. Hasta 2019, algunas de las Tierras confirmadas que existían en el multiverso del Arrowverso incluyeron las Tierras 1 a 52, Tierra-X, Tierra-90, y Tierra-221.
La serie de NBC Powerless, que se emitió al mismo tiempo que las series del Arrowverso, ha sido informalmente referida por sus productores como existente en «Tierra-P». Black Lightning, que se emite en The CW junto a las otras series del Arrowverso y presentando a algunos miembros comunes del equipo de producción, fue colocada en una Tierra separada de Tierra-1 y Tierra-38 por sus productores.
El evento cruce de 2019 «Crisis on Infinite Earths», inspirado en el cómic del mismo nombre, destruyó todos los universos dentro del multiverso del Arrowverso, tanto dentro como fuera de la pantalla. En ese momento, el universo con el número más alto al que se hacía referencia era Tierra-898, aunque el multiverso contenía un número infinito de universos. El final de «Crisis on Infinite Earths» vio la creación de un nuevo multiverso, especialmente la nueva Tierra-Prime (Tierra-Prima), un mundo con habitantes de Tierras anteriores a la Crisis como Tierra-1, Tierra-38 y la Tierra de Black Lightning; combinando todas las series de The CW en ese momento y avanzando con todas ellas en una sola tierra ficticia. Seis Tierras adicionales dentro de este nuevo multiverso se revelaron en el cruce.
Guggenheim también confirmó que los personajes de Smallville que existieron en la anterior Tierra-167 sobrevivieron. Guggenheim había querido que solo existiera la nueva y única Tierra-Prima que permaneció al final del cruce, pero si eso hubiera sucedido, el cruce no habría podido visitar los mundos de otras propiedades de DC. Se creó un compromiso, donde estas propiedades se volvieron a colocar en varias Tierras en el multiverso, y las series del Arrowverso se combinaron en una sola Tierra.
El Barry Allen de Ezra Miller del Universo extendido de DC hace un cameo en «Crisis on Infinite Earths: Part Four».

#### Precrisis
| Designación                     | Habitantes | Notas | Primera aparición                                                             |
| ------------------------------- | --- | --- | ----------------------------------------------------------------------------- |
| Tierra-1                        | Personajes de las series de televisión Arrow, The Flash (2014), Legends of Tomorrow, Batwoman, la serie web animada Vixen y medios relacionados. | - La versión de Matt Ryan de John Constantine, como se ve en la serie Constantine, también existe en la Tierra de este universo. Inicialmente apareció en un episodio de Arrow por un «trato de una sola vez», pero luego se convirtió en principal en Legends of Tomorrow. - Contiene doppelgängers de Christina «Tina» McGee, Julio Mendez, James Montgomery Jesse / Trickster y Zoey Clark / Prank de The Flash (serie de televisión de 1990), también conocida como Tierra-90 (vea abajo). - Batman ha estado desaparecido en acción desde 2015, dejando a Batwoman como la única superheroína de Gotham City. - Superman y Supergirl no existen en el universo de esta Tierra. - Este universo y sus habitantes, junto con los refugiados de otras Tierras, fueron destruidos por una ola de antimateria en «Crisis on Infinite Earths: Part Three». | «Pilot» (Arrow, 1.01)                                                         |
| Tierra-2                        | Harrison «Harry» Wells, Laurel Lance / Canario Negro de Tierra-2, Jesse Wells, Hunter Zolomon / Zoom, Killer Frost (doppelgänger de Caitlin Snow), Reverb (doppelgänger de Cisco Ramon), Deathstorm (doppelgänger de Firestorm) y otros doppelgängers de los habitantes de Tierra-1. | - Un conflicto llamado Guerra de las Américas ocurrió en algún momento durante el siglo XX, donde luchó James, el padre de Zolomon. - El papel moneda está impreso en billetes cuadrados. - Existen Ciudad Gorila y Atlantis. Esta última no es una ciudad perdida y está por encima del agua. - En 2015, Robert Queen operó como Hood después de la muerte de su hijo Oliver Queen en el naufragio. Para 2019, Adrian Chase tomó el manto de Hood. - El acelerador de partículas de S.T.A.R. Labs explotó en secreto bajo tierra, en lugar de arriba públicamente. - Uno de los Snarts (Leonard, Lisa o Lewis) es el alcalde de Ciudad Central. - Jesse Wells, hija de Harrison, sirve como velocista de este mundo bajo el nombre de Jesse Quick, ya que el nombre «Flash» estaba manchado por las acciones de Zoom que imitaba a Jay Garrick de Tierra-3. - Moira Queen se volvió a casar con Malcolm Merlyn en algún momento. - Thea Queen murió de una sobredosis de la droga Vértigo. - Tommy Merlyn operó como Arquero Oscuro. - Una versión de Bruce Wayne existió en esta Tierra, ya que proporcionó sabiduría a Adrian Chase. - Este universo y sus habitantes fueron destruidos por una ola de antimateria en el episodio de Arrow «Starling City». | «Flash of Two Worlds» (The Flash, 2.02)                                       |
| Tierra-3                        | Jay Garrick (doppelgänger de Henry Allen), Joan Williams (doppelgänger de Nora Allen), Trickster. | - Jay Garrick es el Flash en el universo de esta Tierra, no Barry Allen. - Jesse Quick también actuó como «Flash» en Tierra-3, mientras Jay Garrick estaba atrapado en la Fuerza de la Velocidad. - Después de ser liberado, Garrick planeó retirarse y entrenar a un protegido para tomar su lugar. - A partir de 2019, Jay Garrick se retiró como Flash debido a su velocidad decreciente y se estableció con Joan Williams. - Este universo y sus habitantes fueron destruidos por una ola de antimateria en «Crisis on Infinite Earths: Part Three». | «Paradox» (The Flash, 3.02)                                                   |
| Tierra-4                        | | - Vista en el mapa del multiverso de Jay Garrick. - Este universo y sus habitantes fueron destruidos por una ola de antimateria en «Crisis on Infinite Earths: Part Three». | «A Flash of the Lightning» (The Flash, 6.02)                                  |
| Tierra-5                        | | - Vista en el mapa del multiverso de Jay Garrick. - Este universo y sus habitantes fueron destruidos por una ola de antimateria en «Crisis on Infinite Earths: Part Three». | «A Flash of the Lightning» (The Flash, 6.02)                                  |
| Tierra-6                        | | - Vista en el mapa del multiverso de Jay Garrick. - Este universo y sus habitantes fueron destruidos por una ola de antimateria en «Crisis on Infinite Earths: Part Three». | «A Flash of the Lightning» (The Flash, 6.02)                                  |
| Tierra-7                        | | - Vista en el mapa del multiverso de Jay Garrick. - Este universo y sus habitantes fueron destruidos por una ola de antimateria en «Crisis on Infinite Earths: Part Three». | «A Flash of the Lightning» (The Flash, 6.02)                                  |
| Tierra-8                        | | - Vista en el mapa del multiverso de Jay Garrick. - Este universo y sus habitantes fueron destruidos por una ola de antimateria en «Crisis on Infinite Earths: Part Three». | «A Flash of the Lightning» (The Flash, 6.02)                                  |
| Tierra-9                        | Personajes de la serie de televisión web Titanes. | - Vista en el mapa del multiverso de Jay Garrick. - Apareció, retroactivamente, como un universo alternativo durante «Crisis on Infinite Earths: Part One», durante el cual fue destruido por una ola de antimateria. | «Titans» (Titans, 1.01)                                                       |
| Tierra-10                       | | - Vista en el mapa del multiverso de Jay Garrick. - Este universo y sus habitantes fueron destruidos por una ola de antimateria en «Crisis on Infinite Earths: Part Three». | «A Flash of the Lightning» (The Flash, 6.02)                                  |
| Tierra-11                       | | - Vista en el mapa del multiverso de Jay Garrick. - Este universo y sus habitantes fueron destruidos por una ola de antimateria en «Crisis on Infinite Earths: Part Three». | «A Flash of the Lightning» (The Flash, 6.02)                                  |
| Tierra-12                       | Harrison Wolfgang Wells (doppelgänger de Harrison Wells), Guardianes y los Green Lantern Corps. | - Este Harrison Wells, conocido como Harrison Wolfgang Wells, habla con acento alemán. - Felicity Smoak llegó a este universo para buscar información sobre el planeta Oa con respecto a las identidades de los siete Paragones del tomo de los Guardianes. - Este universo y sus habitantes fueron destruidos por una ola de antimateria en «Crisis on Infinite Earths: Part Three». | «When Harry Met Harry...» (The Flash, 4.06; mencionado)                       |
| Tierra-13                       | Wells the Grey (doppelgänger de Harrison Wells). | - Este Harrison Wells, conocido como Wells the Grey, está inspirado en el mago Gandalf the Grey. - La hija adoptiva de Nash Wells, Maya, murió en esta Tierra durante una aventura.. | Publicación del 15 de noviembre de 2017 (The Chronicles of Cisco; mencionado) |
| Tierra-14                       | | - Vista en el mapa del multiverso de Jay Garrick. - Este universo y sus habitantes fueron destruidos por una ola de antimateria en «Crisis on Infinite Earths: Part Three». | «A Flash of the Lightning» (The Flash, 6.02)                                  |
| Tierra-15                       | | - La tierra de este universo estaba muerta y deshabitada, que fue destruida en 1986. - Este universo y sus habitantes fueron destruidos por una ola de antimateria en «Crisis on Infinite Earths: Part Three». | «The Trial of The Flash» (The Flash, 4.10; mencionado)                        |
| Tierra-16                       | Oliver Queen / Flecha Verde, John Diggle, Jr. / Connor Hawke, Grant Wilson, Olivia, y Sara Lance (fallecida). | - Primero apareció como una potencial línea de tiempo futura visitada por las Leyendas de Tierra-1, donde John Diggle, Jr., que opera como Connor Hawke, sirve como la Flecha Verde, y Grant Wilson es Deathstroke. - Cisco Ramon contactó brevemente con la Tierra de este universo. - Más tarde apareció en «Crisis on Infinite Earths» cuando Lois Lane, Sara Lance y Brainiac 5 vienen a buscar a Jonathan Kent. La línea de tiempo de Tierra-16 es similar a la de Tierra-1 en la medida en que Oliver Queen todavía se convirtió en Flecha Verde; sin embargo, Sara Lance de esta Tierra pereció en el Gambit de los Queen y nunca se convirtió en Canario Blanco. - Este universo y sus habitantes fueron destruidos por una ola de antimateria en «Crisis on Infinite Earths: Part Three». | «Fail Safe» (Legends of Tomorrow, 1.05)                                       |
| Tierra-17                       | Harrison Wells (doppelgänger de Harrison Wells). | - Este Harrison Wells habla con acento británico y usa atuendo steampunk. - Este universo y sus habitantes fueron destruidos por una ola de antimateria en «Crisis on Infinite Earths: Part Three». | «The New Rogues» (The Flash, 3.04; mencionado)                                |
| Tierra-18                       | Jonah Hex. | - Vista en el mapa del multiverso de Jay Garrick. - Constantine, Barry Allen, Mia Smoak y Sara Lance visitan la Tierra de este universo para hacer uso de un Pozo de Lázaro ubicado en Dakota del Norte en «Crisis on Infinite Earths: Part Two». - Este universo y sus habitantes fueron destruidos por una ola de antimateria en «Crisis on Infinite Earths: Part Three». | «Crisis on Infinite Earth: Part Two» (Batwoman, 1.09)                         |
| Tierra-19                       | H.R. Wells (doppelgänger de Harrison Wells), Cynthia / Gypsy, Josh / Breacher, Accelerated Man, Cisco-19 / Echo. | - Este Harrison Wells, conocido como H. R., tiene un estilo hipster y es reclutado en Tierra-1 para convertirse en miembro del Equipo Flash. - Tierra-19 fue atacada una vez por otra Tierra hace 25 años, por lo que se impuso la prohibición de los viajes interdimensionales, con el castigo de la muerte por cualquier brecha interdimensional no autorizada. - * Se sabe que esta Tierra tiene tizón, de ahí la nueva obsesión de H.R. con el café durante su estadía en Tierra-1. Lo mismo puede decirse de Gypsy, ya que se llevó consigo bolsas de café cuando regresó a Tierra-19. - Al Capone es vicepresidente. - El juego es ilegal en esta Tierra. - Este universo y sus habitantes fueron destruidos por una ola de antimateria en «Crisis on Infinite Earths: Part Three». | «Attack on Central City» (The Flash, 3.14)                                    |
| Tierra-20                       | | - Vista en el mapa del multiverso de Jay Garrick. - Este universo y sus habitantes fueron destruidos por una ola de antimateria en «Crisis on Infinite Earths: Part Three». | «A Flash of the Lightning» (The Flash, 6.02)                                  |
| Tierra-21                       | | - Vista en el mapa del multiverso de Jay Garrick. - Este universo y sus habitantes fueron destruidos por una ola de antimateria en «Crisis on Infinite Earths: Part Three». | «A Flash of the Lightning» (The Flash, 6.02)                                  |
| Tierra-22                       | Wells 2.0 (doppelgänger de Harrison Wells). | - El Harrison Wells de esta Tierra, conocido como Wells 2.0, es en parte máquina. - Este universo y sus habitantes fueron destruidos por una ola de antimateria en «Crisis on Infinite Earths: Part Three». | «When Harry Met Harry...» (The Flash, 4.06; mencionado)                       |
| Tierra-23                       | | - Vista en el mapa del multiverso de Jay Garrick. - Este universo y sus habitantes fueron destruidos por una ola de antimateria en «Crisis on Infinite Earths: Part Three». | «A Flash of the Lightning» (The Flash, 6.02)                                  |
| Tierra-24                       | Sonny Wells (doppelgänger de Harrison Wells). | - Este Harrison Wells, conocido como Sonny Wells, habla con acento italiano. - Este universo y sus habitantes fueron destruidos por una ola de antimateria en «Crisis on Infinite Earths: Part Three». | «Harry and the Harrisons» (The Flash, 4.21; mencionado)                       |
| Tierra-25                       | H.P. Wells (doppelgänger de Harrison Wells). | - Este Harrison Wells, conocido como H.P. Wells, es un poeta francés. - Este universo y sus habitantes fueron destruidos por una ola de antimateria en «Crisis on Infinite Earths: Part Three». | «Harry and the Harrisons» (The Flash, 4.21; mencionado)                       |
| Tierra-26                       | | - Vista en el mapa del multiverso de Jay Garrick. - Este universo y sus habitantes fueron destruidos por una ola de antimateria en «Crisis on Infinite Earths: Part Three». | «A Flash of the Lightning» (The Flash, 6.02)                                  |
| Tierra-27                       | | - Vista en el mapa del multiverso de Jay Garrick. - Este universo y sus habitantes fueron destruidos por una ola de antimateria en «Crisis on Infinite Earths: Part Three». | «A Flash of the Lightning» (The Flash, 6.02)                                  |
| Tierra-28                       | | - Vista en el mapa del multiverso de Jay Garrick. - Este universo y sus habitantes fueron destruidos por una ola de antimateria en «Crisis on Infinite Earths: Part Three». | «A Flash of the Lightning» (The Flash, 6.02)                                  |
| Tierra-29                       | | - Vista en el mapa del multiverso de Jay Garrick. - Este universo y sus habitantes fueron destruidos por una ola de antimateria en «Crisis on Infinite Earths: Part Three». | «A Flash of the Lightning» (The Flash, 6.02)                                  |
| Tierra-30                       | | - Vista en el mapa del multiverso de Jay Garrick. Según sus notas, este mundo es vegano. - Este universo y sus habitantes fueron destruidos por una ola de antimateria en «Crisis on Infinite Earths: Part Three». | «A Flash of the Lightning» (The Flash, 6.02)                                  |
| Tierra-31                       | | - Vista en el mapa del multiverso de Jay Garrick. - Este universo y sus habitantes fueron destruidos por una ola de antimateria en «Crisis on Infinite Earths: Part Three». | «A Flash of the Lightning» (The Flash, 6.02)                                  |
| Tierra-32                       | | - Vista en el mapa del multiverso de Jay Garrick. - Este universo y sus habitantes fueron destruidos por una ola de antimateria en «Crisis on Infinite Earths: Part Three». | «A Flash of the Lightning» (The Flash, 6.02)                                  |
| Tierra-33                       | | - Vista en el mapa del multiverso de Jay Garrick. - Este universo y sus habitantes fueron destruidos por una ola de antimateria en «Crisis on Infinite Earths: Part Three». | «A Flash of the Lightning» (The Flash, 6.02)                                  |
| Tierra-34                       | | - Vista en el mapa del multiverso de Jay Garrick. - Este universo y sus habitantes fueron destruidos por una ola de antimateria en «Crisis on Infinite Earths: Part Three». | «A Flash of the Lightning» (The Flash, 6.02)                                  |
| Tierra-35                       | | - La Tierra de este universo tuvo la capacidad de montar unicornios. - Este universo y sus habitantes fueron destruidos por una ola de antimateria en «Crisis on Infinite Earths: Part Three». | Publicación del 18 de octubre de 2017 (The Chronicles of Cisco; mencionado)   |
| Tierra-37                       | Una mujer sin nombre. | - Cisco Ramon hizo contacto brevemente con este universo. - Este universo y sus habitantes fueron destruidos por una ola de antimateria en «Crisis on Infinite Earths: Part Three». | Publicación del 31 de octubre de 2016 (The Chronicles of Cisco; mencionado)   |
| Tierra-38                       | Personajes de la serie de televisión Supergirl. | - La existencia de extraterrestres fue de conocimiento común durante décadas. - La Tierra de este universo no contuvo versiones de individuos de Tierra-1 como Flecha Verde, Flash, Canario Negro, Harrison Wells, Caitlin Snow o Cisco Ramon; ni tuvo ubicaciones como S.T.A.R. Labs. Sin embargo, Ciudad Central existió (así como Mariah Carey), basada en la investigación de Barry Allen cuando accidentalmente viajó a esta Tierra desde Tierra-1. - Esta universo, que no fue nombrado oficialmente hasta el evento cruce de 2016 «Invasion!», fue anteriormente referida informalmente como «Tierra-CBS» por Marc Guggenheim, uno de los creadores de Arrow. - Este universo tuvo una versión de Batman según el diálogo de Supergirl con Batwoman de Tierra-1 durante «Elseworlds». - Este universo, más notablemente la Tierra y Argo City, fue destruido por una ola de antimateria en «Crisis on Infinite Earths: Part One», aunque 3.000 millones de personas fueron evacuadas a Tierra-1. Más tarde son destruidos junto a los habitantes de Tierra-1 en «Crisis on Infinite Earths: Part Three». | «Pilot» (Supergirl, 1.01)                                                     |
| Tierra-43                       | | - Vista en el mapa del multiverso de Jay Garrick. - Este universo y sus habitantes fueron destruidos por una ola de antimateria en «Crisis on Infinite Earths: Part Three». | «A Flash of the Lightning» (The Flash, 6.02)                                  |
| Tierra-47                       | Harrison Lothario Wells (doppelgänger de Harrison Wells). | - Este Harrison Wells, conocido como Harrison Lothario Wells, está inspirado en Hugh Hefner. - Este universo y sus habitantes fueron destruidos por una ola de antimateria en «Crisis on Infinite Earths: Part Three». | «When Harry Met Harry...» (The Flash, 4.06; mencionado)                       |
| Tierra-48                       | | - Hogar de un cazarrecompensas/asesino que tenía un cuchillo mágico que podía penetrar en los campos de fuerza. - Este universo y sus habitantes fueron destruidos por una ola de antimateria en «Crisis on Infinite Earths: Part Three». | «Elongated Journey Into Night» (The Flash, 4.04; mencionado)                  |
| Tierra-51                       | Thaddeus Brown. | - Vista en el mapa del multiverso de Jay Garrick. - Este universo y sus habitantes fueron destruidos por una ola de antimateria en «Crisis on Infinite Earths: Part Three». | «Gone Rogue» (The Flash, 5.20; mencionado)                                    |
| Tierra-52                       | | - Vista en el mapa del multiverso de Jay Garrick. - Este universo y sus habitantes fueron destruidos por una ola de antimateria en «Crisis on Infinite Earths: Part Three». | «A Flash of the Lightning» (The Flash, 6.02)                                  |
| Tierra-66                       | Personajes de la serie de televisión Batman (1966). | - Apareció, retroactivamente, como una Tierra alternativa en «Crisis on Infinite Earths: Part One», durante la cual fue destruida por una ola de antimateria. | «Hi Diddle Riddle» (Batman, 1.01)                                             |
| Tierra-73                       | | - Esta Tierra fue destruida por una ola de antimateria en «Crisis on Infinite Earths: Part Three». | «Crisis on Infinite Earths: Part Three» (The Flash, 6.09)                     |
| Tierra-74                       | Mick Rory, la Waverider, y las Leyendas. | - Harbinger visitó la Tierra de este universo y recuperó su Waverider junto con Mick Rory y un IA basada en Leonard Snart. - Se afirma que la mayoría de las Leyendas de esta Tierra se han retirado y una murió. - Este universo y sus habitantes fueron destruidos por una ola de antimateria en «Crisis on Infinite Earths: Part Three». | «Crisis on Infinite Earths: Part Two» (Batwoman, 1.09)                        |
| Tierra-75                       | Superman (fallecido), Lois Lane. | - Vista en el mapa del multiverso de Jay Garrick. - Lex Luthor de Tierra-38 vino a esta Tierra para matar a su Superman en «Crisis on Infinite Earths: Part Two». - Este universo y sus habitantes fueron destruidos por una ola de antimateria en «Crisis on Infinite Earths: Part Three». | «Crisis on Infinite Earths: Part Two» (Batwoman, 1.09)                        |
| Tierra-76                       | Personajes de la serie de televisión Mujer Maravilla. | - Apareció, retroactivamente, como una Tierra alternativa en el cómic «Crisis on Infinite Earths». - Este universo y sus habitantes fueron destruidos por una ola de antimateria en «Crisis on Infinite Earths: Part Three». | The New Original Wonder Woman                                                 |
| Tierra-85                       | Phantom Stranger y personajes presentados en 1985 durante Crisis on Infinite Earths. | - Apareció como una Tierra alternativa en el cómic de «Crisis on Infinite Earths», donde reside el Phantom Stranger. El equipo de Felicity Smoak viaja a esta Tierra para buscar la ayuda del Stranger para transportarla al planeta Oa en el universo de Tierra-12, donde vislumbran a un doppelgänger del Antimonitor que está en guerra con sus héroes y, por lo tanto, es parte del evento de la serie original de DC Comics Crisis on Infinite Earths, lo que implica otro conjunto del multiverso. - Este universo y sus habitantes fueron destruidos por una ola de antimateria en «Crisis on Infinite Earths: Part Three». | Crisis on Infinite Earths #1 (abril de 1985)                                  |
| Tierra-86                       | | - Varios Superman alternativos se reunieron en la Fortaleza de la Soledad de este mundo para perseguir al Consejo de Luthors. - Apareció como una Tierra alternativa en el cómic de «Crisis on Infinite Earths». - Este universo y sus habitantes fueron destruidos por una ola antimateria en «Crisis on Infinite Earths: Part Three». | Crisis on Infinite Earths Giant #1 (enero de 2020)                            |
| Tierra-87                       | | - Vista en el mapa del multiverso de Jay Garrick. - Este universo y sus habitantes fueron destruidos por una ola de antimateria en «Crisis on Infinite Earths: Part Three». | «A Flash of the Lightning» (The Flash, 6.02)                                  |
| Tierra-89                       | Personajes de las películas Batman (1989), Batman Returns, Batman Forever y Batman y Robin. | - Apareció, retroactivamente, como un universo alternativo en «Crisis on Infinite Earths: Part One», durante el cual fue destruido por una ola de antimateria. | Batman (1989)                                                                 |
| Tierra-90                       | Personajes de la serie de televisión The Flash (1990), así como doppelgängers de Stargirl, Firestorm, Hawkman, Hawkwoman, Ray, Capitán Frío, y Flecha Verde. | - Apareció, retroactivamente, como un universo alternativo en el episodio de The Flash (2014) «Welcome to Earth-2». - Esta Tierra fue nombrada durante el evento cruce «Elseworlds» (2018). - Tierra-90 falló la prueba puesta en marcha por el Monitor donde su Flash es el último sobreviviente. - Flash de esta Tierra luego se sacrificó para salvar el multiverso durante los eventos de «Crisis on Infinite Earths». - Este universo y sus habitantes fueron destruidos por una ola de antimateria en «Crisis on Infinite Earths: Part Three». | «Pilot» (The Flash (1990), 1.01)                                              |
| Tierra-96                       | Personajes de la película Superman Returns. | - Apareció, retroactivamente, como un universo alternativo en «Crisis on Infinite Earths: Part Two». - En la Tierra de este universo, los detalles son similares a los del mundo de las películas de Superman de Christopher Reeve. - Perry White, Jimmy Olsen, Lois Lane, y otros fueron asesinados en un ataque terrorista en el Daily Planet. - Clark Kent / Superman menciona a su hijo Jason y alude a los eventos de Superman III, un guiño a las películas de Reeve. - Este universo y sus habitantes fueron destruidos por una ola de antimateria en «Crisis on Infinite Earths: Part Three». | Superman Returns                                                              |
| Tierra-99                       | Bruce Wayne / Batman, Kate Kane (fallecida), Beth Kane, Luke Fox. | - Apareció como el futuro de un universo alternativo en «Crisis on Infinite Earths: Part Two». - Su órbita fue utilizada como una reunión para el Consejo de Luthors. - En el futuro de esta Tierra, Bruce Wayne perdió toda esperanza y se convirtió en un asesino en serie; pasando a matar a Superman, así como a varios villanos como Joker, Riddler, y Sr. Frío. Esto se exacerbó después de que su Kate Kane se convirtiera en Batwoman para hacerle ver el error de su camino, solo para morir mientras lo hacía. - Bruce también dice que Clayface está muerto, aunque no está claro si lo mató o no, y Jane Doe está encerrada en Arkham. - Este universo y sus habitantes fueron destruidos por una ola de antimateria en «Crisis on Infinite Earths: Part Three». | «Crisis on Infinite Earths: Part Two» (Batwoman, 1.09)                        |
| Tierra-167                      | Personajes de la serie de televisión Smallville. | - Apareció, retroactivamente, como un universo alternativo en «Crisis on Infinite Earths: Part Two» - El Superman de esta Tierra renunció a sus poderes para poder tener una familia. - El Lex Luthor de esta Tierra se convirtió en Presidente de los Estados Unidos, como se muestra en un flashforward durante el final de la serie. - Este universo y sus habitantes fueron destruidos por una ola de antimateria en «Crisis on Infinite Earths: Part Three». | «Pilot» (Smallville, 1.01)                                                    |
| Tierra-203                      | Personajes de la serie de televisión Birds of Prey. | - Apareció, retroactivamente, como una Tierra alternativa en «Crisis on Infinite Earths: Part Three», durante la cual fue destruida por una ola de antimateria. | «Pilot» (Birds of Prey, 1.01)                                                 |
| Tierra-221                      | Harrison Sherloque Wells (doppelgänger de Harrison Wells) y Jervis Tetch / el Sombrerero Loco. | - Este Harrison Wells habla con acento francés y es el mejor detective del Multiverso. - Sherloque y su compañero Watsune lucharon contra el Sombrerero Loco de esta Tierra; Watsune murió enfrentándose a él solo. - Este universo y sus habitantes fueron destruidos por una ola de antimateria en «Crisis on Infinite Earths: Part Three». | «The Death of Vibe» (The Flash, 5.03; mencionado)                             |
| Tierra-260                      | | - Vista en el mapa del multiverso de Jay Garrick. - Este universo y sus habitantes fueron destruidos por una ola de antimateria en «Crisis on Infinite Earths: Part Three». | «A Flash of the Lightning» (The Flash, 6.02)                                  |
| Tierra-494                      | | - Vista en el mapa del multiverso de Jay Garrick. - Este universo y sus habitantes fueron destruidos por una ola de antimateria en «Crisis on Infinite Earths: Part Three». | «A Flash of the Lightning» (The Flash, 6.02)                                  |
| Tierra-666                      | Personajes de la serie de televisión Lucifer. | - Apareció, retroactivamente, como un universo alternativo en «Crisis on Infinite Earths: Part Three». - Lucifer conoce a John Constantine de Tierra-1 y es consciente del multiverso. - El cameo de Lucifer se desarrolla durante el período de cinco años antes de los eventos de su serie. - Este universo y sus habitantes fueron destruidos por una ola de antimateria en «Crisis on Infinite Earths: Part Three». | «Pilot» (Lucifer, 1.01)                                                       |
| Tierra-719                      | Maya (doppelgänger de Allegra Garcia) | - Nash Wells adoptó a Maya después de que ella intentara robarle un artefacto en una de sus aventuras. - Este universo y sus habitantes fueron destruidos por una ola de antimateria en «Crisis on Infinite Earths: Part Three». | «The Exorcism of Nash Wells» (The Flash, 6.15)                                |
| Tierra-827                      | | - Vista en el mapa del multiverso de Jay Garrick. - Este universo y sus habitantes fueron destruidos por una ola de antimateria en «Crisis on Infinite Earths: Part Three». | «A Flash of the Lightning» (The Flash, 6.02)                                  |
| Tierra-898                      | | - Vista en el mapa del multiverso de Jay Garrick. - Este universo y sus habitantes fueron destruidos por una ola de antimateria en «Crisis on Infinite Earths: Part Three». | «A Flash of the Lightning» (The Flash, 6.02)                                  |
| Tierra-1938                     | Lex Luthor | - Apareció como una Tierra alternativa en el cómic de «Crisis on Infinite Earths». - Este universo y sus habitantes fueron destruidos por una ola de antimateria en «Crisis on Infinite Earths: Part Three». | Crisis on Infinite Earths Giant #1 (enero de 2020)                            |
| Tierra-D                        | Personajes de la Tierra-D de DC Comics. | - Apareció como una Tierra alternativa en el cómic de «Crisis on Infinite Earths». - Este universo y sus habitantes fueron destruidos por una ola de antimateria en «Crisis on Infinite Earths: Part Three». | Legends of the DC Universe: Crisis on Infinite Earths (febrero de 1999)       |
| Tierra-F                        | Personajes de la serie de películas animadas de 1940 Superman. | - Apareció como una Tierra alternativa en el cómic de «Crisis on Infinite Earths». - Este universo y sus habitantes fueron destruidos por una ola de antimateria en «Crisis on Infinite Earths: Part Three». | Superman (1941)                                                               |
| Tierra-N52                      | Personajes de DC Comics de la Tierra-Prima de New 52 | - Apareció como una Tierra alternativa en el cómic de «Crisis on Infinite Earths». - Este universo y sus habitantes fueron destruidos por una ola de antimateria en «Crisis on Infinite Earths: Part Three». | Flashpoint #5 (agosto de 2011)                                                |
| Tierra-X (Erde-X)               | Personajes de la serie web animada Freedom Fighters: The Ray y doppelgängers de los habitantes de Tierra-1, Tierra-2 y Tierra-38. | - En la Tierra de este universo, las Potencias del Eje ganaron la Segunda Guerra Mundial después de que la Alemania nazi desarrollara con éxito sus bombas atómicas antes que los Estados Unidos. - Adolf Hitler murió de causas naturales en 1994. - La línea de tiempo de esta tierra fue similar a la de Tierra-1, Tierra-2 y Tierra-38 hasta cierto punto, como su Oliver Queen que se convirtió en un arquero entrenado, la llegada de Kara Zor-El después de la desaparición apocalíptica del planeta Krypton y Quentin Lance siendo padre de Laurel y Sara Lance. - Los Freedom Fighters fueron Ray (de Tierra-1), Uncle Sam, Black Condor, Human Bomb, Phantom Lady, una versión de Tornado Rojo, General Winn Schott y Citizen Cold (una versión heroica de Capitán Frío). - Los miembros de New Reischmen incluyen a Overgirl (una versión alternativa de Supergirl), Dark Arrow (una versión alternativa de Flecha Verde), Black Arrow (una imagen similar a Flecha Verde), Blitzkrieg (una variación de Flash), una versión de Tommy Merlyn que operó como Prometheus, una versión de Sturmbannführer de Quentin Lance, una versión alternativa de Metallo, y Siren-X (una versión alternativa de Canario Negro de Tierra-1 y Sirena Negra de Tierra-2). Flash Reverso de Tierra-1 también estuvo involucrado con ellos. - Quentin Lance fue un Sturmbannführer del Nuevo Reich. - Este universo y sus habitantes fueron destruidos por una ola de antimateria en «Crisis on Infinite Earths: Part Three». | «Crisis on Earth-X Part 1» (Supergirl, 3.08)                                  |
| (sin nombre)                    | Hell's Wells (doppelgänger de Harrison Wells). | - Este Harrison Wells, conocido como «Hell's Wells», es un cowboy. - Este universo y sus habitantes fueron destruidos por una ola de antimateria en «Crisis on Infinite Earths: Part Three». | «The New Rogues» (The Flash, 3.04; mencionado)                                |
| (sin nombre)                    | Harrison Wells (doppelgänger de Harrison Wells). | - Este Harrison Wells habla con acento francés y es un mimo. - Este universo y sus habitantes fueron destruidos por una ola de antimateria en «Crisis on Infinite Earths: Part Three». | «The New Rogues» (The Flash, 3.04; mencionado)                                |
| (sin nombre)                    | Harrison «Nash» Wells / Pariah (doppelgänger de Harrison Wells). | - Este Harrison Wells es un aventurero quien luego se convertiría en Pariah por liberar al Antimonitor. - Este universo y sus habitantes fueron destruidos por una ola de antimateria en «Crisis on Infinite Earths: Part Three». | «Dead Man Running» (The Flash, 6.03)                                          |
| (sin nombre)                    | | - La Tierra de un universo que casi destruyó Tierra-19. - Este universo y sus habitantes fueron destruidos por una ola de antimateria en «Crisis on Infinite Earths: Part Three». | «Dead or Alive» (The Flash, 3.11)                                             |
| (sin nombre)                    | | - La Tierra de este universo fue descrita como «una tierra volcánica». - Este universo y sus habitantes fueron destruidos por una ola de antimateria en «Crisis on Infinite Earths: Part Three». | «Dead or Alive» (The Flash, 3.11)                                             |
| (sin nombre)                    | Personajes de la serie de televisión Black Lightning. | - Establecido como un universo alternativo en «The Book of Resistance: Chapter Four: Earth Crisis» (Black Lightning, 3.09), durante el cual fue destruido por una ola de antimateria. | «The Resurrection» (Black Lightning, 1.01)                                    |
| Desconocido                     | | - Vista en el mapa del multiverso de Jay Garrick. - Este universo y sus habitantes fueron destruidos por una ola de antimateria en «Crisis on Infinite Earths: Part Three». | «A Flash of the Lightning» (The Flash, 6.02)                                  |
| Desconocido                     | | - Vista en el mapa del multiverso de Jay Garrick. - Este universo y sus habitantes fueron destruidos por una ola de antimateria en «Crisis on Infinite Earths: Part Three». | «A Flash of the Lightning» (The Flash, 6.02)                                  |
| Punto de fuga (Vanishing Point) | | - Existe fuera del tiempo y el espacio. - Fue utilizado por los Maestros del Tiempo como su base de operaciones antes de ser asesinados por las Leyendas. - Era la ubicación del Oculus Wellspring, antes de su destrucción a manos de Leonard Snart. - Sus restos fueron utilizados como base de operaciones para la Legion of Doom en su búsqueda para adquirir la Lanza del Destino. - Después de la destrucción del multiverso en «Crisis on Infinite Earths: Part Three», Pariah envió los siete paragones aquí para mantenerlos a salvo del Antimonitor. | «Pilot, Part 1» (Legends of Tomorrow, 1.01)                                   |

#### Poscrisis
| Designación  | Habitantes | Notas | Primera aparición                                                                            |
| ------------ | --- | --- | -------------------------------------------------------------------------------------------- |
| Tierra-Prima | Personajes de las series de televisión Arrow, The Flash (2014), Supergirl, Legends of Tomorrow, Black Lightning, Batwoman, Superman & Lois, y medios relacionados. | - Esta Tierra está compuesta por habitantes de las anteriores Tierra-1, Tierra-38 y la tierra sin nombre de Black Lightning. - Los habitantes no son conscientes de la creación del nuevo multiverso y creen que no existe.                                                                                    | «Crisis on Infinite Earths: Part Five» (Legends of Tomorrow, Temporada 5, episodio especial) |
| Tierra-2     | Personajes de la serie de televisión web Stargirl. | - Establecido como un universo alternativo en «Crisis on Infinite Earths: Part Five». | «Crisis on Infinite Earths: Part Five» (Legends of Tomorrow, Temporada 5, episodio especial) |
| Tierra-9     | Personajes de la serie de televisión web Titanes. | - Restablecido como un universo alternativo en «Crisis on Infinite Earths: Part Five». | «Titans» (Titans, 1.01)                                                                      |
| Tierra-12    | Personajes de la película Linterna Verde, incluidos los Guardianes y Green Lantern Corps.                                                                          | - Establecido retroactivamente como un universo alternativo en «Crisis on Infinite Earths: Part Five». - Se utilizaron imágenes de la película de 2011 Linterna Verde para representarlo. | Linterna Verde                                                                               |
| Tierra-19    | Personajes de la serie de televisión web Swamp Thing. | - Establecido retroactivamente como un universo alternativo en «Crisis on Infinite Earths: Part Five». | «Pilot» (Swamp Thing, 1.01)                                                                  |
| Tierra-21    | Personajes de la serie de televisión web Doom Patrol. | - Establecido retroactivamente como un universo alternativo en «Crisis on Infinite Earths: Part Five». | «Pilot» (Doom Patrol, 1.01)                                                                  |
| Tierra-96    | Personajes de la película Superman Returns. | - Restablecido como un universo alternativo en «Crisis on Infinite Earths: Part Five». | Superman Returns                                                                             |
| Tierra-167   | Personajes de la serie de televisión Smallville. | - Restablecido como un universo alternativo en «Crisis on Infinite Earths: Part Five». | «Pilot» (Smallville, 1.01)                                                                   |
| Tierra-666   | Personajes de la serie de televisión Lucifer. | - Restablecido como un universo alternativo en «Crisis on Infinite Earths: Part Five». | «Pilot» (Lucifer, 1.01)                                                                      |
| Microverso   | Antimonitor. | Dimensión nanoscópica. Durante la crisis provocada por el Anti-Monitor, Nash Wells, Ray Palmer y Ryan Choi construyeron un dispositivo que puede reducir eternamente a un individuo una vez activado. Este invento se usó en el Anti-Monitor, enviándolo y atrapándolo en el microverso por toda la eternidad. | «Crisis on Infinite Earths: Hora 5» (Leyendas del mañana, 5.01)                              |

### The Flash(1990–1991)
En el episodio de The Flash (serie de televisión de 2014) «Welcome to Earth-2» (2016), se ven destellos del multiverso, incluida una imagen de John Wesley Shipp como Flash de la serie de televisión de 1990, lo que implica que la serie existe en una Tierra alternativa dentro del multiverso del Arrowverso; Shipp repitió su papel como Barry Allen / Flash de la serie de 1990 en los eventos cruce anuales «Elseworlds» (2018), y «Crisis on Infinite Earths» (2019). Su universo nativo fue designado en el de la Tierra-90 en el multiverso pre-Crisis.

### Constantine(2014–2015)
Para mayo de 2015, Amell había tenido conversaciones con DC Entertainment sobre interpretar a Queen en Constantine de NBC, protagonizada por Matt Ryan; diciendo: «La razón por la que iba a ser estrella invitada en Constantine... fue que [Constantine] es un experto en lo que respecta al Pozo de Lázaro, que ahora es algo que forma parte y seguirá siendo parte de Arrow». Amell declaró que, a pesar de que Constantine no fue renovada por una segunda temporada, un cruce «estaba y sigue sobre la mesa». Guggenheim reveló un deseo de integrar a John Constantine al Arrowverso, diciendo: «Muchas de las piezas están en su lugar, excepto la última pieza, ¿cuál es el destino de Constantine? Eso es lo complicado. Pero surge en el sala de escritores constantemente: tenemos una serie de ideas, una idea que es particularmente emocionante para mí. Estamos un poco en un modo de esperar y ver». En julio de 2015, Mericle agregó sobre el tema: «Es algo de lo que hemos estado hablando con DC y es solo una cuestión de algunas cosas políticas, pero también del calendario [de Ryan]».
En agosto de 2015, se confirmó que Ryan aparecería en el episodio «Haunted» de la cuarta temporada de Arrow por un «trato de una sola vez». Guggenheim dijo: «Esto es algo por lo que los fanáticos clamaban», elogiando a DC por ser tan «magnánimo y generoso al darnos esta dispensa única». Debido a que Arrow y Constantine compartían el mismo estudio, los productores de Arrow pudieron usar los atuendos originales de Ryan: «La gabardina, la corbata, la camisa... todo el guardarropa se está sacando del almacén [sic] y enviando a Vancouver [donde se filma Arrow]». John Badham, director de Constantine, dirigió el episodio en el que aparece Constantine. Mericle confirmó que esta versión de Constantine sería el mismo personaje que había aparecido en Constantine. Al filmar el episodio, Guggenheim se refirió a él como «un cruce de Constantine/Arrow» y sintió que «tuvimos la oportunidad de extender la carrera de Matt Ryan como Constantine por al menos una hora más de televisión. Creo que verá que encaja perfectamente en nuestro universo. Nunca se siente forzado».
En julio de 2017, Guggenheim indicó que habían tenido lugar «conversaciones realmente buenas» con Ryan para aparecer nuevamente en el Arrowverso, y en octubre de 2017, se reveló que Ryan aparecería en dos episodios de la tercera temporada de Legends of Tomorrow, «Beebo the God of War» y «Daddy Darhkest», con la aparición tomando lugar cronológicamente después de «Haunted», revisitando el escenario de la cuarta temporada de Arrow y los eventos posteriores al episodio final de esa temporada. Klemmer describió el tono de los episodios como «El exorcista conoce a One Flew Over the Cuckoo's Nest». Ryan se hizo parte del elenco principal para la cuarta temporada de Legends of Tomorrow.
Jesse Schedeen de IGN sintió en octubre de 2018 que ninguna de las apariciones en el Arrowverso del personaje hasta ahora «realmente hacían referencia directa a los eventos de la serie Constantine, dejando en el aire sobre si este John Constantine es el mismo personaje de esa serie o si Ryan simplemente está interpretando una versión diferente y muy similar de su personaje». En noviembre de 2018, Ryan habló sobre la relación entre el personaje que se ve en la serie NBC y el que se ve en Legends of Tomorrow y el Arrowverso. Dijo que los dos eran del mismo personaje con «el mismo ADN», y comparó cada aparición con la de diferentes escritores de cómics y artistas que trabajan con el personaje: «Tiene el mismo perfil, pero se ve diferente. El cabello es ligeramente diferente. A veces tiene una cadencia ligeramente diferente. Diferentes artistas y diferentes escritores lo escriben de diferentes maneras». Ryan también señaló que si bien la cuarta temporada de Legends of Tomorrow menciona la historia de Astra de la serie NBC, no exploraría la historia de Brujería, aunque Constantine «todavía lleva ese equipaje consigo».

### Stargirl(2020-2022)
Una estudiante de segundo año de secundaria Courtney Whitmore, descubre un bastón cósmico y se convierte en la inspiración para una nueva generación de superhéroes que se convierten en la Sociedad de la Justicia de América.

### «Crisis on Infinite Earths»
El evento cruce de 2019 «Crisis on Infinite Earths» incorporó varias propiedades de DC Entertainment en el multiverso del Arrowverso, incluidas las que ya se habían establecido en series y cruces anteriores. Las propiedades que aparecieron en «Crisis en Tierras Infinitas» incluyeron:
- Batman (serie de televisión de 1966–1968): Burt Ward repite su papel de Dick Grayson como un anciano. Esta realidad se denomina Tierra-66 en el multiverso previo a la Crisis.[193]
- Batman (película de 1989): Robert Wuhl repite su papel de Alexander Knox. Esta realidad se denomina Tierra-89 en el multiverso previo a la Crisis.[193]
- Smallville (serie de televisión de 2001–2011): Tom Welling y Erica Durance repiten sus papeles como Clark Kent y Lois Lane, respectivamente. Esta realidad se designa como Tierra-167 en ambos el multiverso previo y post a la Crisis.[194]
- Birds of Prey (serie de televisión de 2002–2003): Ashley Scott y Dina Meyer repiten sus roles como Helena Kyle / Cazadora y Barbara Gordon / Oracle, respectivamente. Esta realidad se denomina Tierra-203 en el multiverso previo a la Crisis.[195]
- Superman Returns (película de 2006): Brandon Routh repite su papel como Kal-El / Clark Kent / Superman, aunque como una encarnación envejecida inspirada en la historia del cómic Kingdom Come. Esta realidad se denomina Tierra-96 tanto en el multiverso anterior como en el posterior a la Crisis.[194][58]
- Linterna Verde (película de 2011): Esta realidad se designa como Tierra-12 en el multiverso posterior a la Crisis.[270][58]
- Universo extendido de DC (franquicia fílmica de 2013–presente): Ezra Miller repite su papel de Barry Allen, aunque su universo no se ha designado.[283]
- Lucifer (serie de televisión de 2016–presente): Tom Ellis repite su papel como Lucifer Morningstar. Esta realidad se designa como Tierra-666 en el multiverso previo a la Crisis.[195]
- Titanes (serie de televisión de 2018–presente): Alan Ritchson, Curran Walters, Teagan Croft, Minka Kelly y Anna Diop aparecen en sus roles como Henry «Hank» Hall / Hawk, Jason Todd / Robin, Rachel Roth, Dawn Granger / Dove y Koriand'r / Kory Anders / Starfire, respectivamente, desde imágenes de archivo.[284][285][286] Esta realidad se designa como Tierra-9 en el multiverso previo y posterior a la crisis.[193][58]
- Swamp Thing (serie de televisión de 2019): Derek Mears aparece en su papel de Alec Holland / Swamp Thing.[284] Esta realidad se designa como Tierra-19 en el multiverso posterior a la Crisis.[58]
- Doom Patrol (serie de televisión de 2019–presente): April Bowlby, Diane Guerrero, Joivan Wade, Riley Shanahan y Matthew Zuk aparecen en sus papeles como Rita Farr, Jane, Victor «Vic» Stone / Cyborg, Cliff Steele y Larry Trainor, respectivamente, desde imágenes de archivo.[284][286][287] Esta realidad se designa como Tierra-21 en el multiverso posterior a la Crisis.[58]
- Stargirl (serie de televisión de 2020): Brec Bassinger debutó como Courtney Whitmore / Stargirl,[288] junto con Yvette Monreal como Yolanda Montez / Wildcat, Anjelika Washington como Beth Chapel / Doctor Medianoche, y Cameron Gellman como Rick Tyler / Hourman.[284][289][290] Esta realidad se denomina Tierra-2 en el multiverso posterior a la Crisis.[58]

## Mercadotecnia
En abril de 2015, para celebrar el final de la tercera temporada de Arrow y el final de la primera temporada de The Flash, The CW lanzó una breve promoción titulada «Superhero Fight Club». El corto presenta personajes de Arrow y The Flash luchando entre sí en un enfrentamiento de héroe contra villano. Los personajes incluyen a La Flecha, Flash, Arsenal, Canario Negro, Arquero Oscuro, Flash Reverso, Capitán Frío, Ola de Calor, Firestorm, Ra's al Ghul y Atom en una pelea de jaula, con Canario Negro y Arsenal vs. Arquero Oscuro, Flecha vs. Ra's al Ghul, Flash vs. Capitán Frío y Ola de Calor, que es interrumpido por Flash Reverso, hasta que Firestorm interviene y Atom aparece al final. En septiembre de 2016, The CW lanzó la promoción «Superhero Fight Club 2.0» para promover el inicio de la temporada 2016-17 con la incorporación de Supergirl a su línea, así como su nueva aplicación móvil, donde la promoción se podía ver exclusivamente en un principio. El nuevo «Superhero Fight Club» ve a Flecha Verde, Flash, Atom, Firestorm, Canario Blanco y Supergirl enfrentarse a un nuevo simulador de lucha creado por Cisco Ramon y Felicity Smoak, mientras John Diggle y Detective Marciano observan. Después de derrotar al simulador, Cisco libera a Gorilla Grodd en la arena para que los héroes lo enfrenten. En enero de 2018, The CW lanzó la promoción «Suit Up», que presenta a varios héroes vistiéndose con sus trajes para promover el regreso de Arrow, The Flash, Legends of Tomorrow y Supergirl de su primer descanso de mitad de temporada, como así como el estreno de Black Lightning.

## Recepción

### Audiencias
| Serie               | Temporada | Horario (ET)                                           | Episodios | Primera emisión       | Primera emisión      | Última emisión       | Última emisión       | Puesto de audiencia | Audiencia promedio (millones) | Puesto demográfico (18–49 años) | Audiencia demográfica promedio (18–49 años) |
| Serie               | Temporada | Horario (ET)                                           | Episodios | Fecha                 | Audiencia (millones) | Fecha                | Audiencia (millones) | Puesto de audiencia | Audiencia promedio (millones) | Puesto demográfico (18–49 años) | Audiencia demográfica promedio (18–49 años) |
| ------------------- | --------- | ------------------------------------------------------ | --------- | --------------------- | -------------------- | -------------------- | -------------------- | ------------------- | ----------------------------- | ------------------------------- | ------------------------------------------- |
| Arrow               | 1         | miércoles 8:00 p. m.                                   | 23        | 10 de octubre de 2012 | 4,14                 | 15 de mayo de 2013   | 2,77                 | 130                 | 3,68                          | 125                             | 1,2                                         |
| Arrow               | 2         | miércoles 8:00 p. m.                                   | 23        | 9 de octubre de 2013  | 2,74                 | 14 de mayo de 2014   | 2,37                 | 128                 | 3,28                          | 119                             | —                                           |
| Arrow               | 3         | miércoles 8:00 p. m.                                   | 23        | 8 de octubre de 2014  | 2,83                 | 13 de mayo de 2015   | 2,83                 | 135                 | 3,52                          | 111                             | 1,3                                         |
| Arrow               | 4         | miércoles 8:00 p. m.                                   | 23        | 7 de octubre de 2015  | 2,67                 | 25 de mayo de 2016   | 2,19                 | 145                 | 2,90                          | 110                             | 1,1                                         |
| Arrow               | 5         | miércoles 8:00 p. m.                                   | 23        | 5 de octubre de 2016  | 1,87                 | 24 de mayo de 2017   | 1,72                 | 147                 | 2,21                          | 133                             | 0,8                                         |
| Arrow               | 6         | jueves 9:00 p. m.                                      | 23        | 12 de octubre de 2017 | 1,52                 | 17 de mayo de 2018   | 1,35                 | 181                 | 1,76                          | 163                             | 0,6                                         |
| Arrow               | 7         | lunes 8:00 p. m. (1–17) lunes 9:00 p. m. (18–22)       | 22        | 15 de octubre de 2018 | 1,43                 | 13 de mayo de 2019   | 0,95                 | 172                 | 1,58                          | 147                             | 0,5                                         |
| Arrow               | 8         | martes 9:00 p. m.                                      | 10        | 16 de octubre de 2019 | 0,84                 | 28 de enero de 2020  | 0,73                 | 120                 | 1,52                          | 106                             | 0,6                                         |
| The Flash           | 1         | martes 8:00 p. m.                                      | 23        | 7 de octubre de 2014  | 4,83                 | 19 de mayo de 2015   | 3,87                 | 118                 | 4,62                          | 90                              | 1,7                                         |
| The Flash           | 2         | martes 8:00 p. m.                                      | 23        | 6 de octubre de 2015  | 3,58                 | 24 de mayo de 2016   | 3,35                 | 112                 | 4,25                          | 69                              | 1,7                                         |
| The Flash           | 3         | martes 8:00 p. m.                                      | 23        | 4 de octubre de 2016  | 3,17                 | 23 de mayo de 2017   | 3,04                 | 120                 | 3,50                          | 78                              | 1,4                                         |
| The Flash           | 4         | martes 8:00 p. m.                                      | 23        | 10 de octubre de 2017 | 2,84                 | 22 de mayo de 2018   | 2,16                 | 151                 | 3,04                          | 108                             | 1,1                                         |
| The Flash           | 5         | martes 8:00 p. m.                                      | 22        | 9 de octubre de 2018  | 2,08                 | 14 de mayo de 2019   | 1,53                 | 153                 | 2,43                          | 102                             | 0,9                                         |
| The Flash           | 6         | martes 8:00 p. m.                                      | 19        | 8 de octubre de 2019  | 1,62                 | 12 de mayo de 2020   | 1,08                 | 113                 | 2,23                          | 90                              | 0,8                                         |
| The Flash           | 7         | martes 8:00 p. m.                                      | 18        | 23 de febrero de 2021 | 1,00                 | 20 de julio de 2021  | —                    | —                   | —                             | —                               | —                                           |
| Supergirl           | 1         | lunes 8:00 p. m.                                       | 20        | 26 de octubre de 2015 | 12,96                | 18 de abril de 2016  | 6,11                 | 39                  | 9,81                          | 27                              | 2,4                                         |
| Supergirl           | 2         | lunes 8:00 p. m.                                       | 22        | 10 de octubre de 2016 | 3,06                 | 22 de mayo de 2017   | 2,12                 | 129                 | 3,12                          | 115                             | 1,0                                         |
| Supergirl           | 3         | lunes 8:00 p. m.                                       | 23        | 9 de octubre de 2017  | 1,87                 | 18 de junio de 2018  | 1,78                 | 154                 | 2,82                          | 125                             | 0,9                                         |
| Supergirl           | 4         | domingos 8:00 p. m.                                    | 22        | 14 de octubre de 2018 | 1,52                 | 19 de mayo de 2019   | 1,07                 | 169                 | 1,67                          | 147                             | 0,5                                         |
| Supergirl           | 5         | domingos 9:00 p. m.                                    | 19        | 6 de octubre de 2019  | 1,26                 | 17 de mayo de 2020   | 0,65                 | 118                 | 1,58                          | 113                             | 0,5                                         |
| Supergirl           | 6         | martes 9:00 p. m.                                      | 20        | 30 de marzo de 2021   | 0,73                 | —                    | —                    | —                   | —                             | —                               | —                                           |
| Legends of Tomorrow | 1         | jueves 8:00 p. m.                                      | 16        | 21 de enero de 2016   | 3,21                 | 19 de mayo de 2016   | 1,85                 | 135                 | 3,16                          | 104                             | 1,2                                         |
| Legends of Tomorrow | 2         | jueves 8:00 p. m. (1–8) martes 9:00 p. m. (9–17)       | 17        | 13 de octubre de 2016 | 1,82                 | 4 de abril de 2017   | 1,52                 | 141                 | 2,57                          | 127                             | 0,9                                         |
| Legends of Tomorrow | 3         | martes 9:00 p. m. (1–9) lunes 8:00 p. m. (10–18)       | 18        | 10 de octubre de 2017 | 1,71                 | 9 de abril de 2018   | 1,41                 | 170                 | 2,24                          | 137                             | 0,8                                         |
| Legends of Tomorrow | 4         | lunes 9:00 p. m. (1–8) lunes 8:00 p. m. (9–16)         | 16        | 22 de octubre de 2018 | 1,00                 | 20 de mayo de 2019   | 1,05                 | 178                 | 1,49                          | 147                             | 0,5                                         |
| Legends of Tomorrow | 5         | martes 9:00 p. m.                                      | 14 (+1)   | 21 de enero de 2020   | 0,72                 | 2 de junio de 2020   | 0,73                 | 122                 | 1,35                          | 122                             | 0,4                                         |
| Legends of Tomorrow | 6         | domingos 8:00 p. m.                                    | 15        | 2 de mayo de 2021     | 0,44                 | —                    | —                    | —                   | —                             | —                               | —                                           |
| Black Lightning     | 1         | martes 9:00 p. m. (9–16)                               | 13        | 16 de enero de 2018   | 2,31                 | 17 de abril de 2018  | 1,68                 | 160                 | 1,74                          | 109                             | 1,0                                         |
| Black Lightning     | 2         | martes 9:00 p. m.(1–9) lunes 8:00 p. m. (10–16)        | 16        | 9 de octubre de 2018  | 1,16                 | 18 de marzo de 2019  | 0,85                 | 179                 | 0,97                          | 147                             | 0,5                                         |
| Black Lightning     | 3         | lunes 9:00 p. m.                                       | 16        | 7 de octubre de 2019  | 0,89                 | 9 de marzo de 2020   | 0,55                 | 130                 | 1,09                          | 122                             | 0,4                                         |
| Black Lightning     | 4         | lunes 9:00 p. m.                                       | 13        | 8 de febrero de 2021  | 0,52                 | 24 de mayo de 2021   | —                    | —                   | —                             | —                               | —                                           |
| Batwoman            | 1         | domingos 8:00 p. m.                                    | 20        | 6 de octubre de 2019  | 1,86                 | 17 de mayo de 2020   | 0,74                 | 117                 | 1,61                          | 113                             | 0,5                                         |
| Batwoman            | 2         | domingos 8:00 p. m. (1–11) domingos 9:00 p. m. (12–19) | 18        | 17 de enero de 2021   | 0,66                 | 27 de junio de 2021  | —                    | —                   | —                             | —                               | —                                           |
| Superman & Lois     | 1         | martes 9:00 p. m.                                      | 15        | 23 de febrero de 2021 | 1,75                 | 17 de agosto de 2021 | —                    | —                   | —                             | —                               | —                                           |

### Respuesta crítica
| Series              | Temporada | Temporada | Rotten Tomatoes   | Metacritic      |
| ------------------- | --------- | --------- | ----------------- | --------------- |
| Arrow               |           | 1         | 85% (36 reseñas)  | 73 (30 reseñas) |
| Arrow               |           | 2         | 95% (12 reseñas)  | —               |
| Arrow               |           | 3         | 89% (9 reseñas)   | —               |
| Arrow               |           | 4         | 85% (10 reseñas)  | —               |
| Arrow               |           | 5         | 88% (13 reseñas)  | —               |
| Arrow               |           | 6         | 64% (7 reseñas)   | —               |
| Arrow               |           | 7         | 88% (211 reseñas) | —               |
| Arrow               |           | 8         | 95% (5 reseñas)   | —               |
| The Flash           |           | 1         | 92% (63 reseñas)  | 75 (38 reseñas) |
| The Flash           |           | 2         | 94% (23 reseñas)  | 81 (4 reseñas)  |
| The Flash           |           | 3         | 85% (23 reseñas)  | 80 (4 reseñas)  |
| The Flash           |           | 4         | 80% (19 reseñas)  | —               |
| The Flash           |           | 5         | 94% (11 reseñas)  | —               |
| The Flash           |           | 6         | 85% (5 reseñas)   | —               |
| The Flash           |           | 7         | 95% (25 reseñas)  | —               |
| Supergirl           |           | 1         | 92% (72 reseñas)  | 75 (38 reseñas) |
| Supergirl           |           | 2         | 92% (20 reseñas)  | 81 (4 reseñas)  |
| Supergirl           |           | 3         | 78% (15 reseñas)  | —               |
| Supergirl           |           | 4         | 87% (7 reseñas)   | —               |
| Supergirl           |           | 5         | 92% (8 reseñas)   | —               |
| Supergirl           |           | 6         | 99% (5 reseñas)   | —               |
| Legends of Tomorrow |           | 1         | 65% (36 reseñas)  | 58 (28 reseñas) |
| Legends of Tomorrow |           | 2         | 88% (10 reseñas)  | —               |
| Legends of Tomorrow |           | 3         | 88% (8 reseñas)   | —               |
| Legends of Tomorrow |           | 4         | 98% (5 reseñas)   | —               |
| Legends of Tomorrow |           | 5         | 99% (13 reseñas)  | —               |
| Legends of Tomorrow |           | 6         | —                 | —               |
| Black Lightning     |           | 1         | 96% (51 reseñas)  | 79 (27 reseñas) |
| Black Lightning     |           | 2         | 91% (10 reseñas)  | —               |
| Black Lightning     |           | 3         | 89% (9 reseñas)   | —               |
| Black Lightning     |           | 4         | —                 | —               |
| Batwoman            |           | 1         | 80% (51 reseñas)  | 59 (19 reseñas) |
| Batwoman            |           | 2         | 88% (17 reseñas)  | —               |

### Comentario
Después del primer cruce entre Arrow y The Flash, Brian Lowry de Variety habló sobre la serie derivada y el cruce, aplaudiendo a los productores por replicar el éxito de Arrow pero con «un tono más claro» y «un héroe con superpoderes genuinos» en The Flash. Lowry también dijo que el cruce «hace un ingenioso trabajo al unir las dos series, aunque probablemente no de una manera que sea probable impulsar la audiencia compartida entre ellas mucho más de lo que ya existe». Meredith Borders de Birth.Movies.Death. calificó los episodios del cruce como «divertidos» y dijo positivamente que «sucedieron demasiadas cosas que no estaban relacionadas con un programa u otro, y eso es algo bueno. Mientras que los episodios del cruce definitivamente estaban abiertos a nuevos espectadores de The Flash o Arrow (o ambos, presumiblemente), con cada episodio concluido ordenadamente al final de su hora, se avanzó un montón de cosas de la trama específicas del programa sin explicarlo en detalle para novatos. Los nuevos espectadores de cualquiera de los dos programas podrían seguirlo y pasar un buen rato, pero los espectadores veteranos fueron recompensados con un importante movimiento de la historia».
Después del lanzamiento del primer tráiler de Supergirl, Paul Tassi escribió para Forbes sobre por qué sentía que la serie debería mantenerse separada del Arrowverso: llamó al momento en el final de la tercera temporada de Arrow donde Barry Allen aparece brevemente, pero se va abruptamente: «Arrow necesita dejar que sus propios personajes resuelvan sus problemas», un «momento extraño» que muestra «las grietas [que] se forman cuando son solo dos programas que tienen que trabajar juntos de manera regular». Luego, Tassi notó las complicaciones adicionales de agregar a Supergirl y dijo: «Cuanto más programas tengas, más héroes presentas, más difícil será seguir explicando por qué no están constantemente para ayudarse mutuamente. Supergirl ya tiene ese problema integrado con Superman, que parece que no será un elemento habitual en el programa, y estoy seguro de que habrá muchas excusas de por qué está demasiado ocupado para ayudar a Supergirl a luchar en su batalla más reciente. Agregue Arrow, The Flash y la mitología de Legends of Tomorrow, y probablemente sea demasiado para hacer malabarismos... Creo que Supergirl merece lanzarse sin Arrow y The Flash sobre sus hombros, y se le permitirá encontrarse antes de ser asimilada en un universo existente».
Con el estreno de Legends of Tomorrow, Alice Walker de ScreenRant discutió cómo la serie «ha lastimado a Arrow y The Flash», y señaló que esta última requería una configuración mínima cuando se separó del primero y tenía un elemento de misterio que rodeaba su calidad con «una actitud de esperar y ver» del público, mientras que Legends se encontró con mucha emoción, mucho antes de su lanzamiento, lo que condujo a que cada noticia «sea publicitada y recibida con fanfarria, en detrimento de los otros programas involucrados». Walker sintió que las audiencias que sabían qué personajes aparecerían en Legends y cómo, «sacaron la emoción de la historia» de la otra serie, ya que dicha información arruinó algunos de sus próximos cambios en la trama, incluida la resurrección de Sara Lance o el hecho de que Ray Palmer «nunca podría representar una amenaza para la relación de Oliver [Queen] y Felicity [Smoak], ni dirigir Palmer Technologies a largo plazo, ya que se sabía que sería una gran parte de Legends». Además, el cruce anual de Arrow y The Flash también sufrió el intento de crear Legends, que era «demasiado pedir de las historias ya abarrotadas y terminó sintiéndose como un ejercicio de sincronía, con productores que plantaban más semillas de las que podían cosechar. El evento cruce ya no era una forma divertida de contrastar los dos espectáculos; ahora tenía que servir al propósito mucho más grande de crear un mundo completamente nuevo». Walker declaró que el estreno de Legends «significa que Arrow y The Flash finalmente pueden dejar de dedicar tanto tiempo y planear sentar las bases para la serie derivada, y comenzar a enfocarse en los fundamentos de sus propios programas nuevamente».
Después de que el cruce «Elseworlds» revelara que el cómic Crisis on Infinite Earths se adaptaría en el cruce de 2019, Mike Cecchini de Den of Geek declaró: «El Arrowverso se está convirtiendo en el universo de superhéroes de acción en vivo más intrincado y arriesgado de la historia. Sí, es al menos tan grande y loco (tal vez incluso más en algunos aspectos) como el Universo cinematográfico de Marvel, y es mejor que lo disfrutemos mientras lo tengamos, porque es poco probable que veamos tanto amor loco de DC Comics en la pantalla en un solo lugar en una vez más».

## Otros medios

### Cómics
| Título                  | Número(s) | Fecha(s) de publicación | Fecha(s) de publicación | Escritor(es) | Artista(s) |
| Título                  | Número(s) | Primera publicación     | Última publicación      | Escritor(es) | Artista(s) |
| ----------------------- | --------- | ----------------------- | ----------------------- | --- | --- |
| Arrow                   | 13        | 10 de octubre de 2012   | 23 de octubre de 2013   | - Andrew Kreisberg (#1–8) - Marc Guggenheim (#1–12, 0) | - Sergio Sandoval (#1–3, 5–6, 8, 10) - Jorge Jiménez (#1 – 3) - Mike Grell (#1–4, 6, 9–10) - Eric Nguyen (#4, 9) - Julian Totino Tedesco (#4) - Xermanico (#5–7, 10–11) - Omar Francia (#5, 8, 11) - Pol C Gas (#6; 8) - Victor Drujiniu (#6–8, 12) - Le Beau Underwood (#7, 9) - Allan Jefferson (#7, 9–12) - Juan Castro (#7–8, 12) - Jonas Trindade (#11–12) |
| Arrow: Season 2.5       | 12        | 8 de octubre de 2014    | 9 de septiembre de 2015 | - Marc Guggenheim (#1–12) - Yuko Shimizu (#4) - Keto Shimizu (#5) | - Joe Bennett (#1–5; 7–12) - Jack Jadson (#2) - Craig Yeung (#3–5; 7–12) - Szymon Kudranski (#4–7) |
| The Flash: Season Zero  | 12        | 1 de octubre de 2014    | 2 de septiembre de 2015 | - Andrew Kreisberg (#1–10) - Katherine Walczak (#4) - Brooke Eikmeier (#4) - Lauren Certo (#7–9) - Kai Wu (#7–9) - Phil Hester (#10) - Ben Sokolowski (#11) - Sterling Gates (#12) | - Eric Gapstur y Phil Hester (#1–4; 6–11) - Marcus To (#5; 10) - Ibrahim Mustafa (#12) |
| Arrow: The Dark Archer  | 12        | 13 de enero de 2016     | 15 de junio de 2016     | - John Barrowman - Carol Barrowman - Marc Guggenheim - Andrew Kreisberg | Daniel Sampere |
| Adventures of Supergirl | 6         | 11 de mayo de 2016      | 20 de julio de 2016     | Sterling Gates | - Bengal (#1) - Pop Mhan y Jonboy Meyers (#2) - Ray McCarthy y Emanuela Lupacchino (#3) - Carmen Carnero (#4) - Emma Vieceli (#5–6) - Cat Staggs (#5) |

### Libros

#### Novelas
El 23 de febrero de 2016, Titan Books lanzó Arrow: Vengeance, una novela de Oscar Balderrama y Lauren Certo, que se desarrolla antes y durante la segunda temporada de Arrow, que detalla los orígenes de Slade Wilson, Isabel Rochev y Sebastian Blood, y cómo todos eventualmente se encontrarían y colaborarían entre sí para luchar contra Oliver Queen / Flecha como se ve en la serie de televisión. El 29 de noviembre de 2016, Titan lanzó The Flash: The Haunting of Barry Allen, una novela de Susan y Clay Griffith, que se desarrolla durante la segunda temporada de The Flash y la cuarta temporada de Arrow, que detalla que después de que cerró la anomalía temporal que casi destruyó Ciudad Central, Barry es una versión anterior de sí mismo, golpeado, herido y maltratado, pero antes de que pueda hablar, el doppelgänger desaparece. Barry luego comienza a experimentar fallas en sus poderes, momentos que lo dejan inmóvil y fantasmal durante las misiones. Cuando un grupo de sus peores villanos, incluidos Pied Piper, Mago del Clima y Peek-a-Boo, deciden lanzar un asalto contra él, Barry decide buscar ayuda de su aliado más confiable, Oliver Queen / Flecha Verde. La historia continúa en Arrow: A Generation of Vipers, de Susan y Clay Griffith, que fue lanzado por Titan el 28 de marzo de 2017, que detalla que el Equipo Flash y Equipo Flecha trabajan juntos para eliminar la extraña energía que amenaza con matar a Flash. Cuando su búsqueda los lleva a Markovia, deben pasar un ejército de mercenarios y asesinos para enfrentarse al misterioso conde Wallenstein.
Una cuarta novela titulada Arrow: Fatal Legacies fue lanzada en enero de 2018. Fue cocreada por el productor ejecutivo de Arrow Marc Guggenheim y James R. Tuck, y está ambientada entre el final de la quinta temporada y el estreno de la sexta temporada de Arrow. Una quinta novela, que sigue al villano de The Flash Mago del Clima en sus intentos de venganza, fue lanzada en mayo de 2018. Escrita por Richard A. Knaak, la novela se titula The Flash: Climate Changeling.
En mayo de 2017, se anunció que Abrams Books lanzaría dos trilogías de novelas para The Flash y Supergirl, escritas por Barry Lyga y Jo Whittemore, respectivamente. La primera de estas novelas, The Flash: Hocus Pocus, fue lanzada el 3 de octubre de 2017. La novela tiene lugar en una línea de tiempo alternativa donde el evento «Flashpoint» del programa nunca ocurrió, y Flash debe luchar contra un villano conocido como Hocus Pocus que puede controlar las mentes y las acciones de las personas. Una secuela, The Flash: Johnny Quick fue lanzada el 3 de abril de 2018, así como una tercera novela titulada The Flash: The Tornado Twins que fue lanzada el 2 de octubre de 2018.
La segunda de estas trilogías comenzó en noviembre de 2017 con Supergirl: Age of Atlantis. La novela presenta a Supergirl lidiando con una oleada de personas con nuevos poderes en Ciudad Nacional, así como una misteriosa criatura marina humanoide capturada por el DEO que aparentemente se siente atraída por las nuevas personas con superpoderes. Una secuela, Supergirl: Curse of the Ancients, fue lanzada el 1 de mayo de 2018, con una tercera novela, titulada Supergirl: Master of Illusion, lanzada el 8 de enero de 2019.
En julio de 2017, se anunció una tercera trilogía titulada Crossover Crisis, centrada en los cruces entre personajes dentro del universo. La primera novela, The Flash: Green Arrow's Perfect Shot, se lanzó el 13 de agosto de 2019. Las últimas dos novelas contarán con Supergirl, Superman y las Leyendas del Mañana.

#### Guías
La primera guía que se lanzó fue Arrow: Heroes and Villains de Nick Aires y publicada por Titan Books, lanzada en febrero de 2015. Descrita como «una compañera» de la serie, el libro presenta secciones sobre los diversos personajes de la serie, junto con descripciones, antecedentes, orígenes de los cómics y «dónde se encuentran al final de la segunda temporada de Arrow».
Un continuación de Heroes and Villains por el mismo autor y editor, titulado Arrow: Oliver Queen's Dossier, se lanzó en octubre de 2016, durante la quinta temporada de la serie. El libro se presenta como información recopilada por Flecha Verde y Felicity Smoak en el transcurso de sus cuatro años de actividad. En el libro se incluyen «notas escritas a mano» e «informes policiales» con respecto a Flecha Verde y aquellos a los que se dirige.
En mayo de 2018, Titan Books y Aires lanzaron una guía similar a Oliver Queen's Dossier, pero para su serie hermana, The Flash, desde la perspectiva de Cisco Ramon. S.T.A.R. Labs Cisco Ramon's Journal presenta «sus entradas de diario confidenciales, que cubren todo, desde sus diseños tecnológicos, los villanos y otros héroes con los que se encuentra el equipo, los desafíos personales del equipo y sus propias habilidades de Vibe antes de Flashpoint».
En noviembre de 2018 se lanzó una segunda guía para The Flash, esta vez publicada por Abrams Books. The Secret Files of Barry Allen: The Ultimate Guide to the Hit TV Show presenta las «notas de alto secreto» de Flash, así como los «expedientes clasificados de S.T.A.R. Labs sobre todos en Ciudad Central», una guía de episodios sobre las primeras cuatro temporadas de la serie y detalles sobre la vida de Flash «en las propias palabras de Barry».
Una guía similar para Supergirl se lanzó en marzo de 2019 del mismo editor. Supergirl: The Secret Files of Kara Danvers: The Ultimate Guide to the Hit TV Show presenta «perfiles detallados de personajes y superpoderes, una galería de héroes y villanos, guía de episodios y más» de las primeras tres temporadas de la serie.

### Cortos

#### Blood Rush
El 6 de noviembre de 2013, una serie de cortos de seis episodios, titulada Blood Rush, se estrenó junto con la emisión de Arrow, así como en línea. La serie, que fue presentada por Bose, y presenta publicidad por emplazamiento para productos de Bose, fue filmada en Vancouver, de manera similar al programa principal. La miniserie presenta a Emily Bett Rickards, Colton Haynes y Paul Blackthorne repitiendo sus papeles de Felicity Smoak, Roy Harper y Quentin Lance, respectivamente. Los episodios establecidos durante el transcurso de la segunda temporada de la serie de televisión muestran a Roy llegando a Queen Consolidated para tener una reunión con Oliver. Cuando está fuera, Felicity le dice a Roy que vaya a esperar al vestíbulo. Cuando Roy se va, el oficial Lance llama a Felicity y le dice que la muestra de sangre que la policía de Ciudad Starling encontró en el vigilante, que Felicity destruyó, ha resurgido. Felicity luego llama a Roy, usando el codificador de voz de Oliver, y le pide que entre al laboratorio para recuperar la muestra. Felicity guía a Roy a través del laboratorio, donde puede recuperar la muestra. Cuando Roy se va, los médicos entran en la habitación, aparentemente atrapándolo. Notifica a Felicity, quien luego piratea el sistema de megafonía del edificio y emite un aviso de evacuación, dándole a Roy la oportunidad de escapar. Roy sale de la habitación antes de que se bloquee, y puede evitar a dos guardias con la ayuda de Felicity y sale del laboratorio. Roy regresa a Queen Consolidated, y Felicity ofrece enviar por correo la muestra adquirida para Roy mientras se encuentra con Oliver.

#### Chronicles of Cisco: Entry 0419
El 19 de abril de 2016, una serie de cortos de cuatro episodios, titulada Chronicles of Cisco, se estrenó en AT&T. La serie presenta a Valdés y Britne Oldford repitiendo sus roles como Cisco Ramon y Peek-a-Boo, respectivamente. Ambientada en la segunda temporada de la serie de televisión, la serie ve a Cisco intentando hacer que el traje de Flash sea a prueba de balas y a prueba de olores corporales. Mientras trabaja en esto, recibe una alerta metahumana a altas horas de la noche dentro de S.T.A.R. Labs, y descubre que Peek-a-Boo activó la alerta. Ella ha venido a S.T.A.R. Labs para hacer que Cisco cree un arma para ella, como lo hizo para Golden Glider, Capitán Frío y Ola de Calor. Cuando él no coopera, ella le dispara. Cisco sobrevive a los disparos, al darse cuenta de que el refresco naranja que derramó en su camisa era el catalizador que faltaba en su fórmula a prueba de balas. Cisco intenta llevar a Peek-a-Boo de vuelta a la tubería, pero ella lo encierra en la celda. Luego se ve a Cisco despertarse debido a una llamada de Barry. Él cree que soñó toda la experiencia, hasta que encuentra la bala que le disparó en el suelo.

#### Stretched Scenes
El 14 de noviembre de 2017, se estrenó una serie de cortos de tres episodios, conocidos como «Stretched Scenes». La serie, presentada por Microsoft Surface, presenta a Hartley Sawyer, Danielle Panabaker y Candice Patton como Ralph Dibny, Caitlin Snow y Iris West respectivamente. Ambientada durante la cuarta temporada del programa, muestra a Dibny mientras molesta continuamente a Caitlin y Iris por su ayuda o atención. Los cortometrajes se estrenaron en línea, así como durante los cortes comerciales de los episodios «When Harry Met Harry...», «Therefore I Am» y «Don't Run».

### Audiolibro
El estudio de audio Serial Box actualmente está desarrollando un audiolibro basado en el Arrowverso, titulado The Flash: Rogues. El audiolibro presentará a Lex Luthor alterando la línea de tiempo para convertir a Flash, Flecha Verde, Canario Blanco y Supergirl en malvados, mientras sus amigos intentan arreglar la línea de tiempo. Actualmente tiene ocho episodios planeados.